# Guilherme I de Inglaterra
Guilherme I (em normando antigo: Williame I; em inglês antigo:  Willelm I; Falaise, c. 1028 – Ruão, 9 de setembro de 1087), geralmente chamado de Guilherme, o Conquistador, e algumas vezes de Guilherme, o Bastardo, foi o primeiro rei normando da Inglaterra, que governou de 1066 até a sua morte em 1087. Descendente de invasores vikings, ele era duque da Normandia desde 1035. Depois de uma longa luta para estabelecer seu poder em 1060, seu domínio sobre a região francesa tornou-se seguro, e deu início à conquista normanda da Inglaterra em 1066. O resto de sua vida foi marcado por lutas para consolidar seu domínio sobre a Inglaterra e suas terras continentais, e por dificuldades com seu filho mais velho.
Era filho do solteiro Roberto I, o Magnífico, com sua amante Arlete. Sua posição como filho ilegítimo e sua juventude causaram-lhe algumas dificuldades depois que sucedeu a seu pai, assim como a anarquia que assolou os primeiros anos de seu governo. Durante sua infância e adolescência, membros da aristocracia normanda lutaram entre si, tanto para ter o controle do jovem duque quanto para seus próprios fins. Em 1047, Guilherme foi capaz de esmagar uma rebelião e começar a estabelecer sua autoridade sobre o ducado, um processo que não ficou completo até cerca de 1060. Seu casamento no início da década de 1050 com Matilde de Flandres forneceu-lhe um poderoso aliado no condado vizinho de Flandres. Na época de seu casamento, foi capaz de providenciar as nomeações de seus partidários como bispos e abades na igreja normanda. Sua consolidação no poder permitiu-lhe expandir seus horizontes, e em 1062 foi capaz de garantir o controle do condado vizinho do Maine.
No final da década de 1050 e início da década de 1060, o duque se tornou um candidato ao trono da Inglaterra, então mantido por Eduardo, o Confessor, seu primo em primeiro grau e que não tinha descendentes. Havia outros potenciais pretendentes, incluindo o poderoso conde inglês Haroldo Godwinson, que foi nomeado o próximo rei por Eduardo em seu leito de morte em janeiro de 1066. Guilherme argumentou que o falecido rei tinha prometido anteriormente o trono a ele, e que Haroldo tinha jurado apoiar sua reivindicação. Construiu uma grande frota e invadiu a Inglaterra em setembro de 1066, decisivamente derrotando e matando Haroldo na Batalha de Hastings em 14 de outubro. Depois de mais alguns esforços militares, o duque normando foi coroado rei no Natal de 1066, em Londres. Fez arranjos para o seu governo na Inglaterra no início de 1067, antes de voltar à Normandia. Diversas rebeliões sem sucesso se seguiram, mas em 1075 seu domínio na Inglaterra estava praticamente consolidado, permitindo-lhe passar a maior parte do resto de seu reinado no continente.
Os anos finais de Guilherme foram marcados por dificuldades em seus domínios continentais, problemas com seu primogênito, e ameaças de invasões da Inglaterra pelos danos. Em 1086 ordenou a compilação do Domesday Book, uma pesquisa que lista todos os proprietários de terras na Inglaterra, juntamente com suas herdades. Guilherme morreu em setembro de 1087 enquanto liderava uma campanha no norte da França, e foi sepultado em Caen. Seu reinado na Inglaterra foi marcado pela construção de castelos, o estabelecimento de uma nova nobreza normanda sobre as terras, e a mudança na composição do clero inglês. Ele não tentou integrar seus vários domínios em um império coeso, mas em vez disso continuou a administrar cada parte separadamente. As terras de Guilherme foram divididas após a sua morte: a Normandia foi para o seu filho mais velho, Roberto, e seu segundo filho sobrevivente, Guilherme, o Ruivo, recebeu a Inglaterra.

## Antecedentes
Os nórdicos inicialmente começaram a invadir o que se tornaria a Normandia no final do século VIII. Colônias escandinavas permanentes foram criadas antes de 911, quando Rolão (r. 911–927), um dos líderes vikings, e o rei Carlos, o Simples (r. 893–922) da França chegaram a um acordo no qual o último entregou o Condado de Ruão ao líder viking. As terras ao redor de Ruão tornaram-se posteriormente o núcleo do Ducado da Normandia. A região pode ter sido usada como uma base quando os ataques escandinavos na Inglaterra foram renovados no final do século X, o que teria piorado as relações entre a Inglaterra e a Normandia. Em um esforço para melhorar a situação, o rei inglês Etelredo, o Despreparado tomou Ema da Normandia, irmã do duque Ricardo II, como sua segunda esposa em 1002.
Ataques dinamarqueses à Inglaterra continuaram, e Etelredo procurou a ajuda de Ricardo. Precisou refugiar-se na Normandia em 1013, quando o rei Sueno Barba Bifurcada expulsou-o junto de sua família da Inglaterra. O rei dos ingleses regressou quando Sueno morreu em 1014, mas seu filho, Canuto, o Grande (r. 1018–1035), contestou seu retorno. Etelredo morreu inesperadamente em 1016, e Canuto tornou-se o governante da Inglaterra. Os dois filhos de Etelredo e Ema, Eduardo (r. 1042–1066) e Alfredo Atelingo, foram para o exílio na Normandia, enquanto sua mãe tornar-se-ia a segunda mulher do rei dinamarquês.
Após a morte de Canuto em 1035 o trono inglês voltou para Haroldo Pé de Lebre, seu filho com sua primeira esposa, enquanto Hardacanuto (r. 1035–1042), seu filho com Ema, tornar-se-ia rei da Dinamarca. A Inglaterra permaneceu instável. Alfredo voltou para o país em 1036 para visitar sua mãe e talvez desafiar Haroldo como rei. Uma história implica o conde Goduíno de Wessex na posterior morte de Alfredo, mas outros culparam Haroldo. Ema foi para o exílio no Flandres até Hardacanuto se tornar rei após a morte de Haroldo em 1040, e seu meio-irmão Eduardo seguiu Hardacanuto à Inglaterra; Eduardo foi proclamado rei após a morte de seu meio-irmão em junho de 1042.

## Início de vida

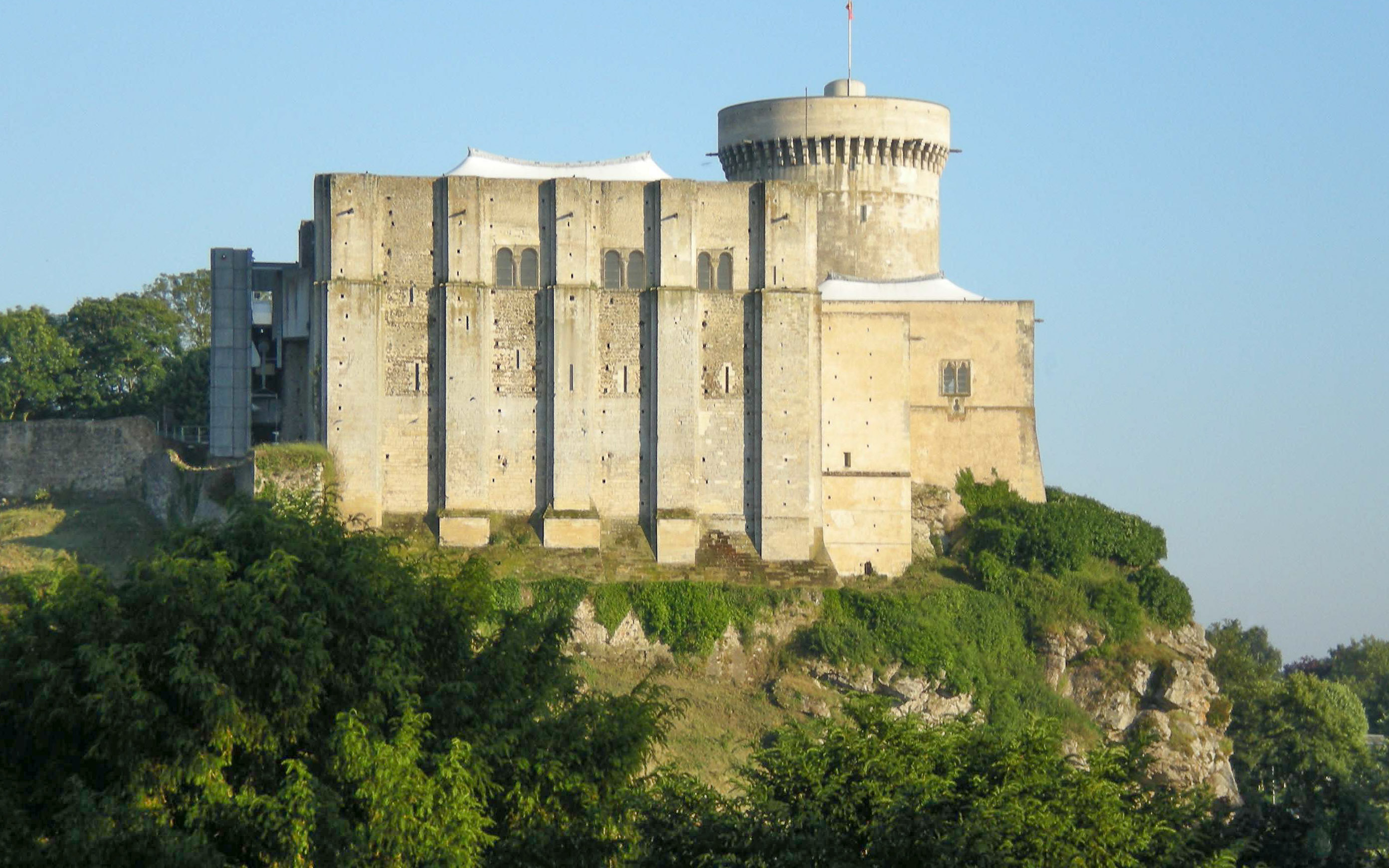
Castelo de Falaise em Falaise, Baixa Normandia, França. Guilherme nasceu em um edifício localizado aqui

Guilherme nasceu em 1027 ou 1028 em Falaise, Normandia, mais provavelmente no final de 1028. Era o único filho de Roberto I, o Magnífico, filho de Ricardo II da Normandia. Sua mãe, Arlete (ou Herleva), era filha de Fulberto de Falaise; ele pode ter sido um curtidor ou embalsamador. Possivelmente ela era um membro da família ducal, mas não se casou com Roberto. Em vez disso, se casou com Herluino de Conteville, com quem teve dois filhos — Odo de Bayeux e Roberto, Conde de Mortain— e uma filha cujo nome é desconhecido. Um dos irmãos de Arlete, Gualtério, tornou-se um defensor e protetor de Guilherme durante sua infância. Roberto também teve uma filha, Adelaide da Normandia, com outra amante.
Roberto tornou-se duque da Normandia em 6 de agosto de 1027, sucedendo seu irmão mais velho, Ricardo III, que só tinha conseguido o título no ano anterior. Roberto e seu irmão estavam em desacordo sobre a sucessão, e a morte de Ricardo foi repentina. O novo governante foi acusado por alguns escritores de matar seu irmão, o que era plausível, mas hoje considerado improvável. As condições na Normandia eram incertas, pois famílias nobres despojaram a Igreja e Alano III da Bretanha travou uma guerra contra o ducado, possivelmente em uma tentativa de controlá-lo. Em 1031, Roberto havia reunido considerável apoio de nobres, muitos dos quais se tornariam proeminentes durante a vida de Guilherme. Eles incluíam o tio de Roberto, o arcebispo Roberto de Ruão, que originalmente se opunha ao duque, Osberno, sobrinho de Gunora de Crépon, esposa do duque Ricardo I, o Destemido, e o conde Gilberto de Brionne, um neto de Ricardo I. Após a sua adesão, Roberto continuou o apoio normando aos príncipes ingleses Eduardo e Alfredo, que ainda estavam exilados no norte da França.
Há indícios de que Roberto pode ter sido brevemente prometido em casamento à filha do rei Canuto, mas nenhum casamento ocorreu. Não está claro se Guilherme seria substituído na sucessão ducal se o seu pai tivesse um filho legítimo. Duques anteriores eram ilegítimos, e sua associação com seu pai nas cartas ducais parece indicar que foi considerado o mais provável herdeiro normando. Em 1034, o duque Roberto decidiu ir em peregrinação a Jerusalém. Embora alguns de seus partidários tentassem dissuadi-lo de empreender a viagem, Roberto convocou um conselho em janeiro de 1035 e teve os magnatas normandos reunidos jurando fidelidade ao seu filho ilegítimo como seu herdeiro antes de partir a Jerusalém. Ele morreu no início de julho em Niceia, em seu caminho de volta à Normandia.

## Duque da Normandia

### Desafios

Diagrama mostrando as relações familiares de Guilherme. Nomes com "---" sob eles foram adversários do duque da Normandia, e nomes com "+++" eram partidários de Guilherme. Alguns parentes mudaram de lado ao longo do tempo, e são marcados com os dois símbolos

Guilherme enfrentou vários desafios para se tornar duque, incluindo seu nascimento ilegítimo e sua juventude: as evidências indicam que ele tinha sete ou oito anos de idade na época. Ele contou com o apoio de seu tio-avô, o arcebispo Roberto, assim como o rei da França, Henrique I, habilitando-o para suceder ao ducado de seu pai. O apoio dado aos príncipes ingleses exilados em sua tentativa de voltar à Inglaterra em 1036 mostra que os guardiões do novo duque estavam tentando dar continuidade às políticas de seu pai, mas a morte do arcebispo de Ruão em março de 1037 removeu um dos principais partidários de Guilherme, e as condições na Normandia rapidamente caíram em caos.
A anarquia no ducado durou até 1047, e o controle do jovem governante era uma das prioridades das pessoas que disputavam o poder. No início, Alano da Bretanha tinha a custódia do duque, mas quando ele morreu no final de 1039 ou outubro de 1040, Gilberto de Brionne se encarregou de Guilherme. Gilberto foi morto após alguns meses, e outro guardião, Turchetil, também foi morto na mesma época. Mais um guardião, Osberno, foi morto no início do ano de 1040 no quarto de Guilherme, enquanto o duque dormia. Dizia-se que Gualtério, seu tio materno, foi ocasionalmente forçado a esconder o jovem nas casas dos camponeses, embora esta história possa ser um embelezamento de Orderico Vital. A historiadora Eleanor Searle especula que Guilherme teria sido criado com os três primos que mais tarde se tornaram importantes em sua carreira  — Guilherme FitzOsbern, Rogério de Beaumont, e Rogério de Montgomery. Embora muitos dos nobres normandos se envolvessem em suas próprias guerras e feudos durante a menoridade de Guilherme, os viscondes ainda reconheciam o governo ducal, e a hierarquia eclesiástica apoiava Guilherme.

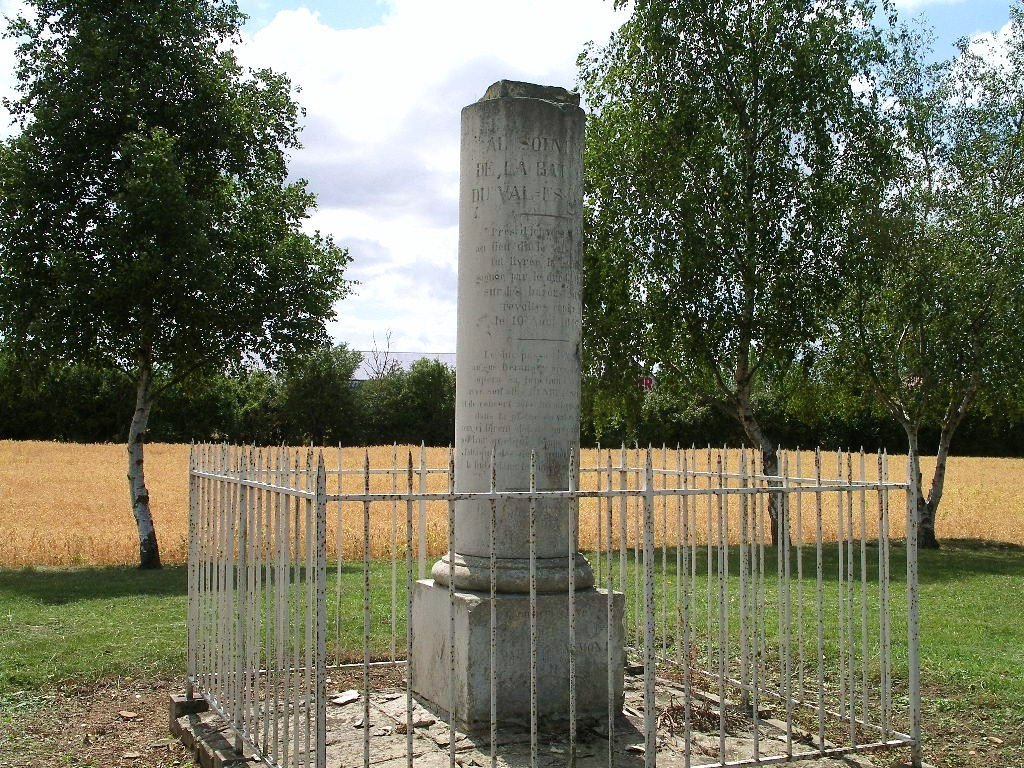
Coluna no local da Batalha de Val-ès-Dunes

O rei Henrique continuou a apoiá-lo, mas no final de 1046 opositores de Guilherme se uniram em uma rebelião centrada na Baixa Normandia, liderada por Guido de Borgonha com o apoio de Nigel, Visconde do Cotentin, e Ranulfo, Visconde de Bessin. De acordo com as histórias que podem ter elementos lendários, foi feita uma tentativa de apreender Guilherme em Valognes, mas ele escapou protegido pela escuridão, buscando refúgio com o rei francês. No início de 1047, Henrique e Guilherme voltaram à Normandia e foram vitoriosos na Batalha de Val-ès-Dunes perto de Caen, embora poucos detalhes da luta real sejam registrados. Guilherme de Poitiers alegou que a batalha foi ganha, principalmente, por meio dos esforços do jovem duque, mas relatos anteriores afirmam que homens e a liderança do rei Henrique também desempenharam um papel importante. Guilherme assumiu o poder na Normandia, e logo após a batalha promulgou a Trégua de Deus em todo seu ducado, em um esforço para limitar a guerra e a violência, restringindo os dias do ano em que a luta era autorizada. Embora a Batalha de Val-ès-Dunes tenha marcado um ponto de virada em seu controle do ducado, não foi o fim de sua luta para ganhar vantagem sobre a nobreza. O período de 1047 e 1054 viu guerra quase contínua, com crises menores continuando até 1060.

### Consolidação do poder

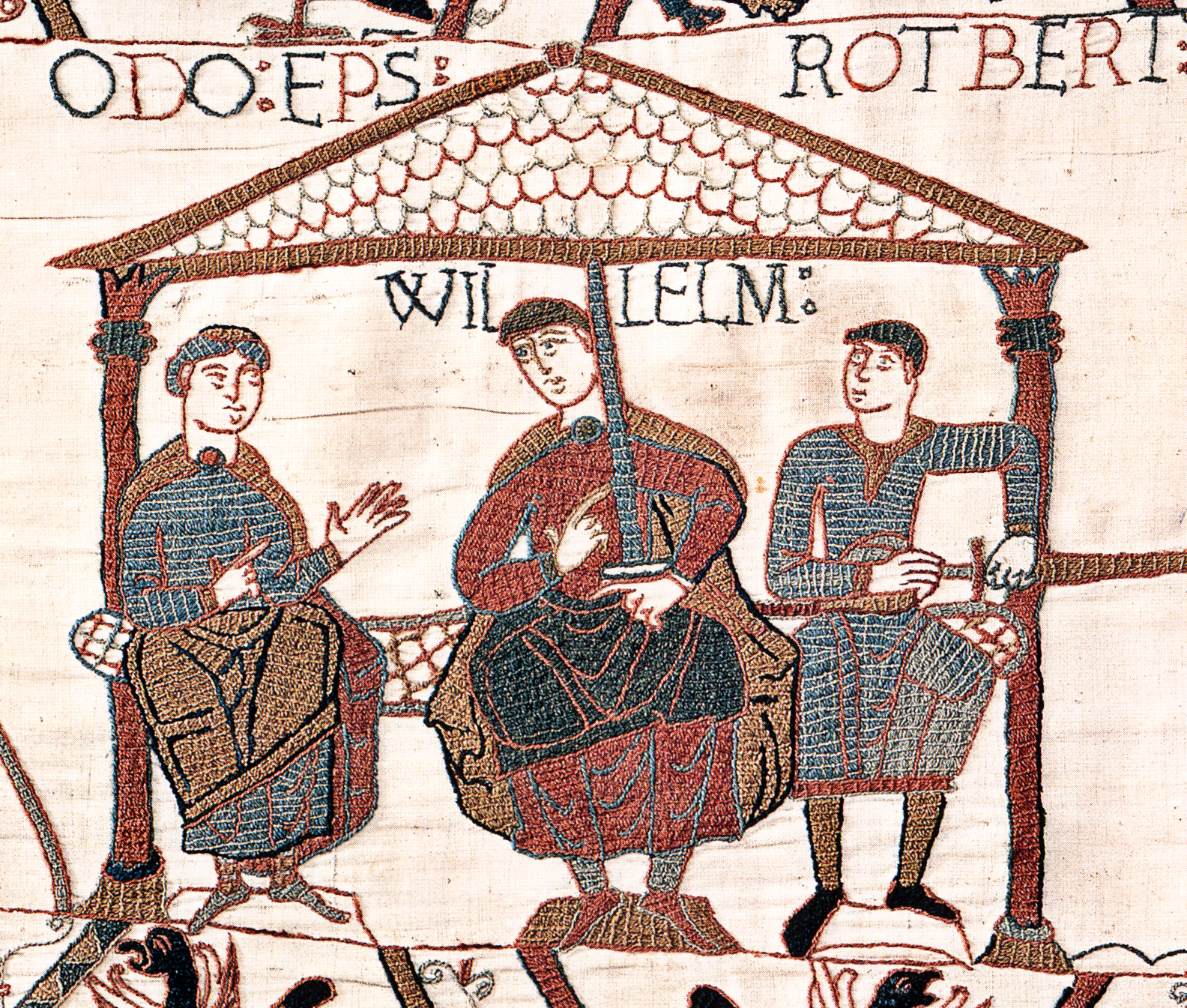
Imagem da tapeçaria de Bayeux mostrando Guilherme com seus meio-irmãos. O duque da Normandia está no centro, Odo está à esquerda com as mãos vazias, e Roberto está à direita com uma espada na mão

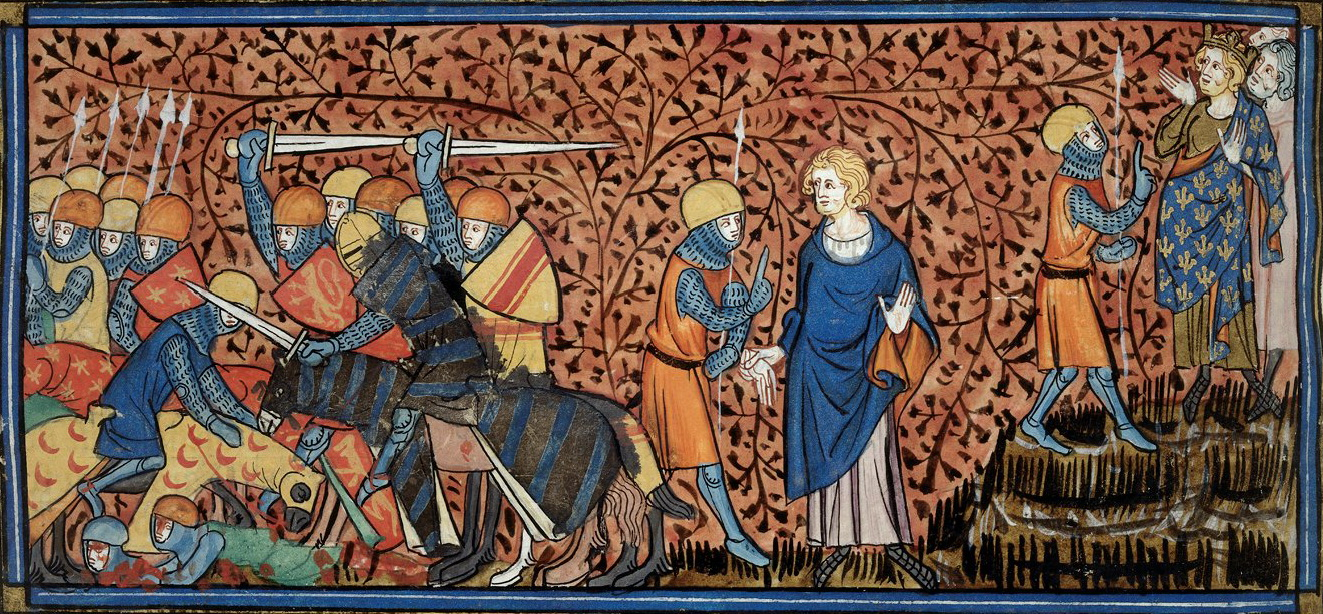
Iluminura do século XIV da Batalha de Mortemer

Os esforços seguintes de Guilherme foram contra Guido de Borgonha, que havia se retirado para seu castelo em Brionne, o qual foi sitiado pelo duque normando. Depois de um longo esforço, ele conseguiu exilar Guido em 1050. Aliou-se ao rei Henrique para enfrentar o crescente poder do conde de Anjou, Godofredo Martel, a última cooperação conhecida entre os dois. Eles conseguiram capturar uma fortaleza angevina, mas conseguiram pouca coisa. Godofredo tentou expandir sua autoridade para o Condado de Maine, especialmente após a morte do conde Hugo IV em 1051. O centro para o controle da região eram as participações da família de Bellême, que controlava a cidade homônima na fronteira do condado com a Normandia, assim como as fortalezas em Alençon e Domfort. O soberano de Bellême era o rei da França, mas Domfort estava sob a soberania de Godofredo Martel e o duque Guilherme era soberano de Alençon. A família Bellême, cujas terras estavam estrategicamente colocadas entre os três diferentes soberanos, foi capaz de jogar uns contra os outros e garantir a independência virtual para si mesma.
Com a morte de Hugo do Maine, Godofredo Martel ocupou o condado em um movimento contestado por Guilherme e pelo rei Henrique; posteriormente, eles conseguiram retirar Godofredo do condado, e, no processo, Guilherme conseguiu garantir as fortalezas da família Bellême em Alençon e Domfort para si. Portanto, ele era capaz de afirmar a sua soberania sobre a família e obrigá-la a agir de forma coerente com os interesses normandos. Mas em 1052 o rei e Godofredo Martel fizeram causa comum contra Guilherme, ao mesmo tempo que alguns nobres normandos começaram a contestar o poder crescente do duque. A reviravolta de Henrique provavelmente foi motivada por um desejo de manter o domínio sobre a Normandia, que agora estava ameaçado pelo crescente domínio do ducado de Guilherme. O duque normando estava envolvido em ações militares contra os seus próprios nobres durante todo ano de 1053, assim como com o novo arcebispo de Ruão, Maugério. Em fevereiro de 1054 o rei e os rebeldes normandos lançaram uma invasão dupla contra o ducado. Henrique liderou as principais linhas através do Condado de Évreux, enquanto a outra ala, sob o irmão do rei francês, Odão, invadiu o leste da Normandia.
Guilherme encontrou a invasão dividindo suas forças em dois grupos. O primeiro, que ele liderou, enfrentou Henrique. O segundo, que incluía alguns que se tornaram firmes partidários, como Roberto, Conde d'Eu, Gualtério Gifardo, Rogério de Mortemer, e Guilherme de Warenne, enfrentou a outra força invasora. Esta segunda força derrotou os invasores na Batalha de Mortemer. Além de acabar com ambas as invasões, a batalha permitiu aos partidários eclesiásticos do duque depor Maugério do arcebispado de Ruão. Mortemer, assim, marcou mais um ponto de virada no controle crescente de Guilherme na região, apesar de seu conflito com o rei francês e o conde de Anjou continuar até 1060. Henrique e Godofredo lideraram outra invasão da Normandia em 1057, mas foram derrotados pelo normando na Batalha de Varaville. Esta foi a última invasão da Normandia durante a vida de Guilherme, e as mortes do conde e do rei, em 1060, cimentaram a mudança no equilíbrio de poder para Guilherme.

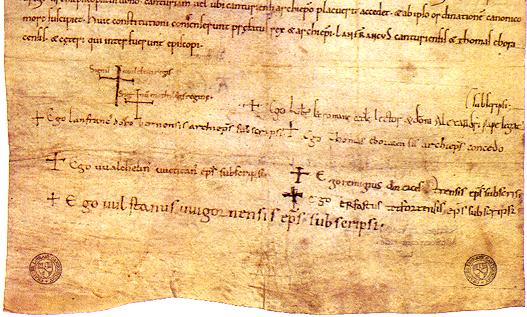
As assinaturas de Guilherme I e Matilde são as primeiras duas grandes cruzes sobre o Acordo de Winchester de 1072

Um fator a favor de Guilherme era seu casamento com Matilde de Flandres, a filha do conde Balduíno V, o Piedoso. A união foi organizada em 1049, mas o papa Leão IX (r. 1049–1054) proibiu o casamento no Concílio de Reims, em outubro de 1049. O casamento, no entanto, foi adiante em algum momento no início do ano de 1050, possivelmente não sancionado pelo papa. De acordo com uma fonte tardia comumente não considerada confiável, a sanção papal não foi assegurada até 1059, mas como as relações papal-normandas na década de 1050 eram geralmente boas, e o clero normando foi capaz de visitar Roma em 1050 sem nenhum incidente, provavelmente foi assegurado anteriormente. A sanção papal do casamento parece ter exigido a fundação de dois mosteiros em Caen  — um por Guilherme e o outro por Matilde. A união foi importante para sustentar a condição do duque, já que Flandres era um dos territórios franceses mais poderosos, com laços com a casa real francesa e os imperadores romano-germânicos. Escritores contemporâneos consideraram a união, que gerou quatro filhos e cinco ou seis filhas, como um sucesso.

### Aparência e características
Nenhum retrato autêntico de Guilherme foi encontrado; as representações contemporâneas dele na tapeçaria de Bayeux e em seus selos e moedas são apenas representações convencionais destinadas a afirmar sua autoridade. As descrições existentes relatam uma aparência forte e robusta, com uma voz gutural. Possuía excelente saúde até uma idade avançada, embora tenha se tornado obeso na velhice. Era forte o suficiente para atirar com arcos que os outros eram incapazes de puxar e tinha uma grande resistência. Godofredo Martel o descreveu como um lutador e cavaleiro sem igual. O exame de seu fêmur, o único osso a sobreviver quando o resto de seus restos foi destruído, mostrou que tinha aproximadamente 1,78 metros de altura, muito alto para a época.
Há registros de dois tutores do jovem duque durante o final dos anos de 1030 e início da década de 1040, mas a extensão de sua educação literária não é esclarecida. Ele não era conhecido como um patrocinador de autores, e há pouca evidência de que tenha feito mecenato do conhecimento ou outras atividades intelectuais. Orderico Vital registra que Guilherme tentou aprender a ler inglês antigo no final da vida, mas não foi capaz de dedicar tempo suficiente para o esforço e rapidamente desistiu. Parece que seu passatempo principal era a caça. Seu casamento com Matilde parece ter sido muito carinhoso, e não há sinais de que ele era infiel a ela  — algo incomum para um monarca medieval. Escritores medievais criticaram Guilherme pela sua ganância e crueldade, mas sua piedade pessoal foi universalmente elogiada por contemporâneos.

### Administração normanda
O governo normando sob Guilherme foi semelhante ao governo que existia liderado por duques anteriores. Era um sistema administrativo bastante simples, construído em torno da casa ducal, que consistia de um grupo de oficiais, incluindo administradores, mordomos e marechais. O duque viajava constantemente ao redor de suas terras, confirmando cartas e cobranças de receitas. A maior parte da renda vinha das terras ducais, assim como de taxas e alguns impostos. Este rendimento era recolhido pela câmara, um dos departamentos domésticos.
Guilherme cultivava relações estreitas com a igreja em seu ducado. Participou de conselhos e fez várias nomeações para o episcopado normando, incluindo a nomeação de Maurílio como arcebispo de Ruão. Outro compromisso importante foi o de seu meio-irmão Odo como Bispo de Bayeux por volta de 1049 ou 1050. Também contou com o clero para o conselho, incluindo Lanfranco, um não-normando, que passou a se tornar um dos proeminentes conselheiros eclesiásticos de Guilherme no final dos anos de 1040 e permaneceu assim durante toda década de 1050 e 1060. O duque fazia doações generosas à igreja; entre 1035 e 1066, a aristocracia normanda fundou pelo menos 20 novas casas monásticas, incluindo dois mosteiros de Guilherme em Caen, uma expansão notável da vida religiosa no ducado.

## Preocupação inglesa e continental

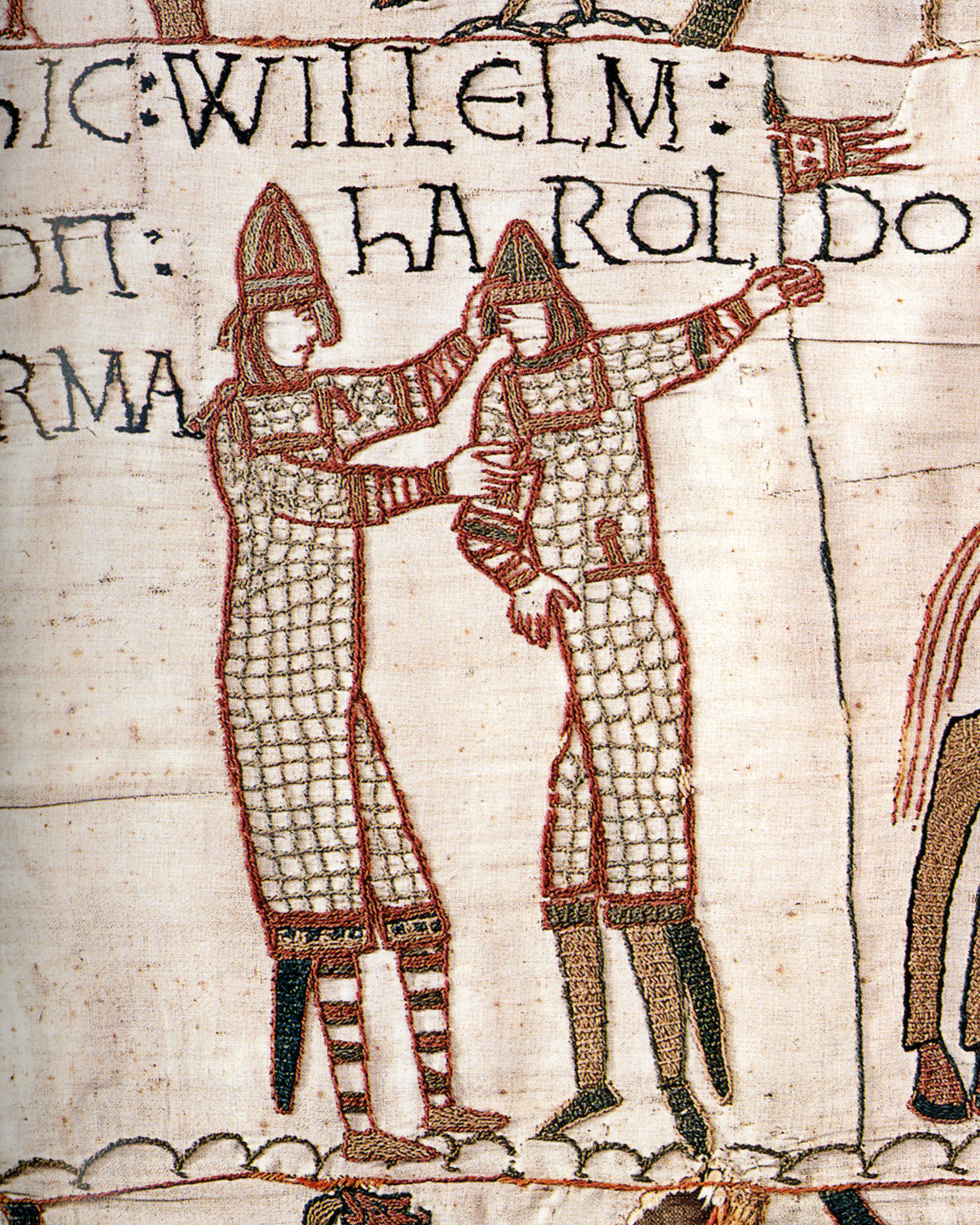
Cena da tapeçaria de Bayeux cujo texto indica que Guilherme forneceu armas para Haroldo durante sua viagem ao continente em 1064

Em 1051 o rei sem filhos Eduardo da Inglaterra parece ter escolhido Guilherme como seu sucessor ao trono inglês. O duque era neto do tio materno do rei, Ricardo II, o Bom. A Crônica Anglo-Saxônica, na versão "D", afirma que o governante normando visitou a Inglaterra no final de 1051, talvez para garantir a confirmação da sucessão, ou talvez Guilherme estava tentando conseguir ajuda para seus problemas na Normandia. A viagem é improvável dada a sua absorção na guerra com Anjou no momento. Quaisquer que fossem os desejos de Eduardo, era provável que qualquer reclamação de Guilherme seria contestada por Goduíno, o Conde de Wessex, um membro da família mais poderosa na Inglaterra. Eduardo havia se casado com Edite, filha de Goduíno, em 1043, e o conde de Wessex parece que foi um dos principais partidários da reivindicação do Confessor ao trono. Foi durante este exílio que Eduardo ofereceu o trono a Guilherme. Goduíno retornou do exílio em 1052 com as forças armadas, e um acordo foi alcançado entre o rei e o conde, restaurando-o junto com sua família às suas terras e substituindo Roberto de Jumièges, um normando a quem Eduardo tinha nomeado arcebispo da Cantuária, por Estigando, o bispo de Winchester. Nenhuma fonte inglesa menciona uma suposta embaixada do arcebispo Roberto ao duque da Normandia transmitindo a promessa de sucessão, e as duas fontes normandas que o mencionam, Guilherme de Jumièges e Guilherme de Poitiers, não são precisas em suas cronologias de quando essa visita ocorreu.
O conde Herberto II do Maine morreu em 1062, e Guilherme, que havia prometido seu filho mais velho Roberto Curthose à sua irmã Margarida, reivindicou o condado através de seu filho. Nobres locais resistiram a reivindicação, mas o duque invadiu e em 1064 tinha o controle seguro da região. Guilherme nomeou um normando para o bispado de Le Mans em 1065. Também permitiu que seu filho Roberto Curthose fizesse homenagem ao novo conde de Anjou, Godofredo, o Barbudo. Sua fronteira ocidental foi, assim, garantida, mas sua divisa com a Bretanha manteve-se insegura. Em 1064 invadiu a Bretanha, em uma campanha que permanece obscura em seus detalhes. Seu efeito, porém, era desestabilizar a região, forçando o seu duque, Conan II, a se concentrar em problemas internos ao invés de expansão. A morte do duque em 1066 garantiu ainda mais as fronteiras de Guilherme na Normandia. Também se beneficiou de sua campanha na Bretanha, assegurando o apoio de alguns nobres bretões, que passaram a apoiar a invasão da Inglaterra em 1066.

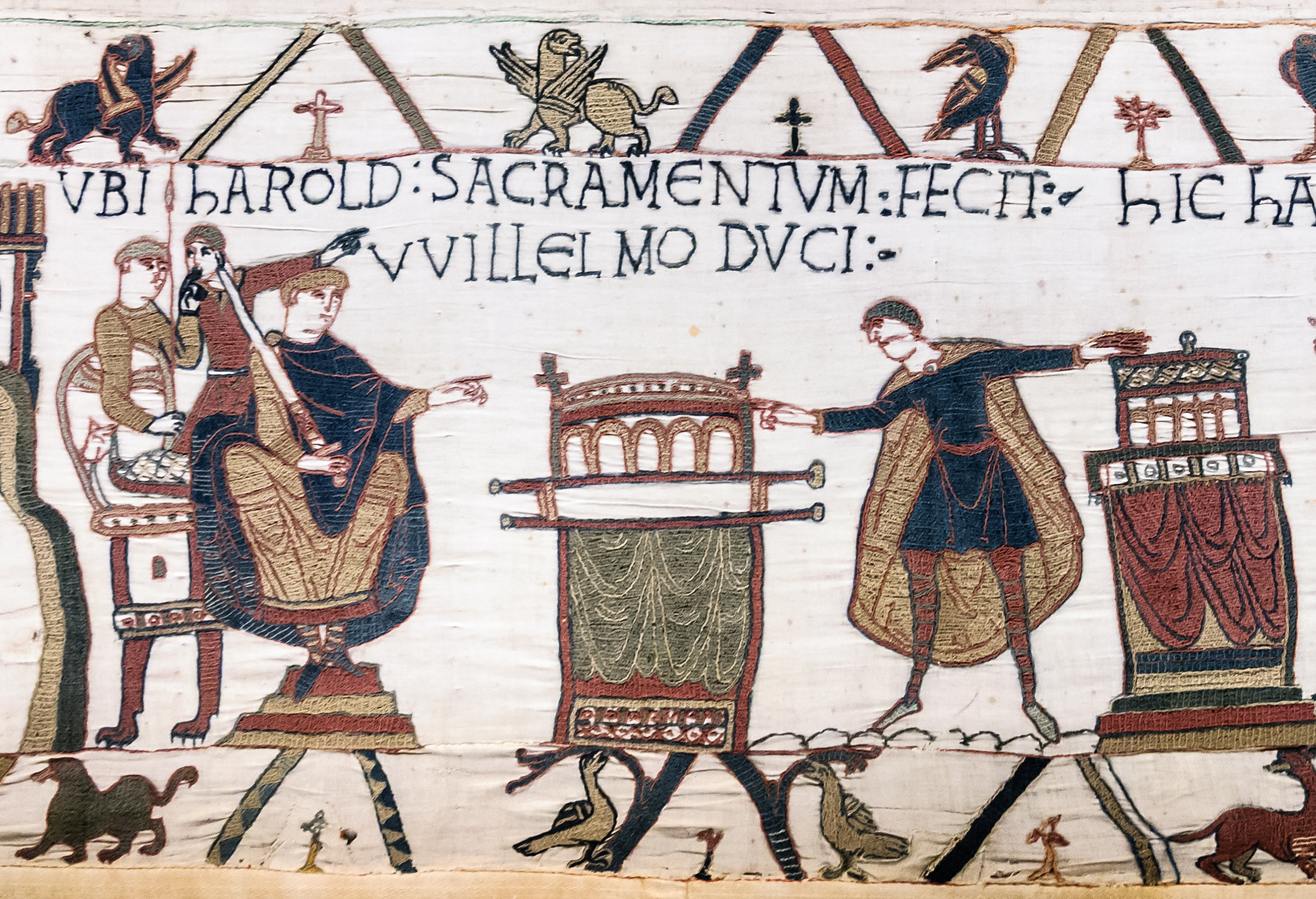
Haroldo faz um juramento ao Duque Guilherme. Esta cena é demonstrada na tapeçaria de Bayeux ocorrendo em Bágia (Bayeux; provavelmente na catedral da cidade). Mostra Haroldo tocando em dois altares enquanto o duque entronizado observa. É uma cena central para a invasão normanda da Inglaterra

Na Inglaterra, o conde Goduíno morreu em 1053 e seus filhos estavam crescendo em poder: Haroldo sucedeu o condado de seu pai, e outro filho, Tostigo, tornou-se Conde de Nortúmbria. Posteriormente outros filhos também receberam condados: Girto como Conde da Ânglia Oriental em 1057 e Leofivino como Conde de Kent em algum momento entre 1055 e 1057. Algumas fontes afirmam que Haroldo tomou parte na campanha bretã de Guilherme em 1064 e que jurou defender a afirmação do duque ao trono inglês no final da campanha, mas não há relatórios de origem inglesa desta viagem, e não está claro se isso realmente ocorreu. Pode ter sido propaganda normanda concebida para desacreditar Haroldo, que tinha emergido como o principal candidato a suceder o rei Eduardo. Enquanto isso, outro concorrente ao trono tinha emergido — Eduardo, o Exilado, filho de Edmundo, Braço de Ferro e um neto de Etelredo II, voltou à Inglaterra em 1057 e, embora morreu pouco depois de seu retorno, trouxe consigo sua família, que incluía duas filhas, Margarida e Cristina, e um filho, Edgar, o Atelingo.
Em 1065 a Nortúmbria se revoltou contra Tostigo, e os rebeldes escolheram Morcar, o irmão mais novo de Eduíno, Conde de Mércia, como conde em seu lugar. Haroldo, talvez para assegurar o apoio de Eduíno e Morcar em sua busca pelo trono, apoiou os rebeldes e convenceu o rei Eduardo a substituir Tostigo por Morcar. O conde nortúmbrio foi para o exílio em Flandres, juntamente com sua esposa Judite, que era filha do conde Balduíno IV, o Barbudo. Eduardo estava doente, e morreu em 5 de janeiro de 1066. Não está claro o que exatamente aconteceu no leito de morte do rei inglês. Uma história, decorrente da Vida do Rei Eduardo, uma biografia de sua vida, afirma que o Confessor contou com a presença de sua esposa Edite, Haroldo, o arcebispo Estigando, e Roberto FitzWimarc, e que o rei nomeou Haroldo como seu sucessor. As fontes normandas não contestam o fato de que Haroldo foi nomeado como o rei seguinte, mas declaram que o seu juramento e a promessa anterior de Eduardo do trono não poderia ser alterada no leito de morte do rei. Mais tarde, fontes inglesas afirmaram que Haroldo foi eleito rei pelo clero e magnatas da Inglaterra.

## Invasão da Inglaterra

### Preparações de Haroldo

Locais de alguns dos eventos de 1066

Haroldo foi coroado em 6 de janeiro de 1066 na nova abadia em estilo normando de Westminster, reformada por Eduardo, embora existe certa controvérsia envolvendo quem realizou a cerimônia. Fontes inglesas alegam que Aldredo, Arcebispo de Iorque, realizou a coroação, enquanto fontes normandas afirmam que ela foi realizada por Estigando, que era considerado um arcebispo não-canônico pelo papado. A reivindicação de Haroldo ao trono não era inteiramente segura, no entanto, não havia outros pretendentes, talvez incluindo seu irmão exilado Tostigo. O rei Haroldo Hardrada da Noruega também tinha uma reivindicação ao trono como o tio e herdeiro do rei Magno I, que havia feito um pacto com Hardacanuto por volta de 1040 que se um dos dois morresse sem herdeiros, o outro o sucederia. O último requerente era Guilherme da Normandia, cuja invasão antecipou o rei Haroldo Godwinson a fazer a maior parte de seus preparativos.
Seu irmão, Tostigo, fez ataques de sondagem ao longo da costa sul da Inglaterra em maio de 1066, desembarcando na Ilha de Wight usando uma frota fornecida por Balduíno de Flandres. Tostigo parece ter recebido pouco apoio local, e novas incursões em Lincolnshire e perto do Humber não tiveram o mesmo sucesso, então ele se retirou para a Escócia, onde permaneceu por um tempo. De acordo com o escritor normando Guilherme de Jumièges, Guilherme por sua vez tinha enviado uma embaixada ao rei Haroldo Godwinson para lembrá-lo de seu juramento em apoiar sua reivindicação, embora se esta embaixada realmente ocorreu não está claro. Haroldo montou um exército e uma frota para repelir com vigor uma invasão antecipada do governante normando, implantando tropas e navios ao longo do Canal Inglês pela maior parte do verão.

### Preparações de Guilherme

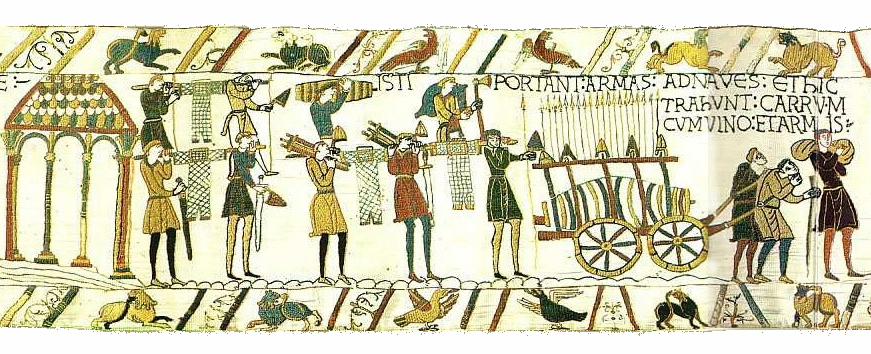
Cena da tapeçaria de Bayeux mostrando os normandos se preparando para a invasão da Inglaterra

Guilherme de Poitiers descreveu um conselho convocado pelo duque Guilherme, no qual o escritor relata um grande debate que aconteceu entre os nobres e partidários do governante normando sobre a possibilidade de arriscar uma invasão da Inglaterra. Embora algum tipo de reunião formal provavelmente tenha sido realizada, é improvável que qualquer debate tenha ocorrido, já que até então o duque havia conseguido estabelecer o controle sobre seus nobres, e a maioria dos que estavam reunidos estavam ansiosos para garantir a sua parte das recompensas da conquista da Inglaterra. Guilherme de Poitiers também relata que o duque obteve o consentimento do papa Alexandre II para a invasão, juntamente com uma bandeira papal. O cronista alega ainda que o duque garantiu o apoio do imperador romano-germânico Henrique IV (r. 1084–1105) e do rei Sueno II da Dinamarca (r. 1047–1074). No entanto, Henrique ainda era menor de idade e o rei da Dinamarca era mais propenso a apoiar Haroldo, que poderia, então, ajudá-lo contra o rei norueguês, de modo que essas alegações devem ser tratadas com cautela. Embora Alexandre tenha dado aprovação papal posterior à conquista, nenhuma outra fonte afirma o apoio pontifício antes da invasão. Os eventos após a incursão, que incluem a penitência realizada por Guilherme e as declarações dos papas posteriores, prestam apoio circunstancial ao pedido de aprovação papal. Para lidar com assuntos normandos, Guilherme colocou o governo da Normandia nas mãos de sua esposa durante o período da invasão.
Durante todo o verão, Guilherme reuniu um exército e uma frota de invasão na Normandia. Embora a alegação de Guilherme de Jumièges que a frota ducal contava com 3 000 navios seja claramente um exagero, era provavelmente grande e quase toda montada a partir do zero. Embora Guilherme de Poitiers e Guilherme de Jumièges discordam sobre onde a frota foi montada — Poitiers afirma que foi construída na foz do rio Dives, enquanto Jumièges afirma que foi montada em Saint-Valery-sur-Somme — ambos concordam que, posteriormente, partiram de Valery-sur-Somme. A frota transportou uma força de invasão, que incluía, além de tropas dos territórios de Guilherme na Normandia e Maine, um grande número de mercenários, aliados e voluntários da Bretanha, nordeste da França, e em Flandres, juntamente com números menores de outras partes da Europa. Embora o exército e a frota estivessem prontos já no início de agosto, os ventos adversos mantiveram os navios na Normandia parados até o final de setembro. Havia provavelmente outras razões para a demora de Guilherme, incluindo relatórios de inteligência da Inglaterra, revelando que as forças de Haroldo estavam implantadas ao longo da costa. Ele teria preferido adiar a invasão até que ele pudesse fazer um pouso sem oposição. Haroldo manteve suas forças em alerta durante todo o verão, mas com a chegada da temporada de colheita, dissolveu o exército no dia 8 de setembro.

### Invasão de Tostigo e Hardrada

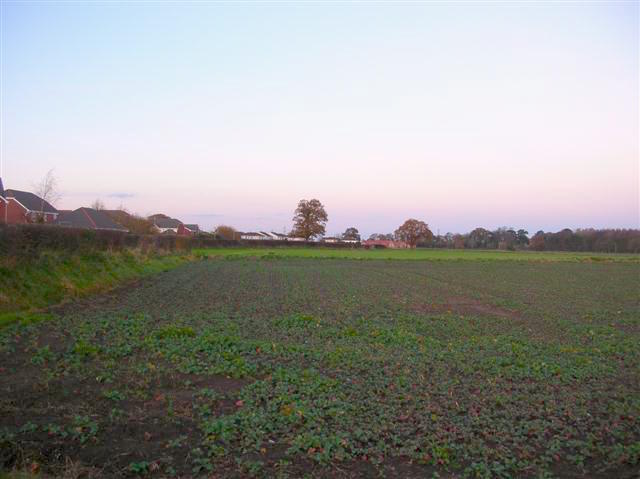
Local moderno onde ocorreu a Batalha de Stamford Bridge

O irmão de Haroldo, Tostigo, e Haroldo Hardrada invadiram a Nortúmbria em setembro de 1066 e derrotaram as forças locais sob Morcar e Eduíno na Batalha de Fulford, perto de Iorque. O rei Haroldo recebeu a notícia da invasão e marchou para o norte, derrotando os invasores e matando Tostigo e Hardrada em 25 de setembro na Batalha de Stamford Bridge. A frota normanda finalmente partiu dois dias depois, desembarcando na Inglaterra na baía de Pevensey em 28 de setembro. Guilherme, em seguida, mudou-se para Hastings, algumas milhas a leste, onde construiu um castelo como uma base de operações. De lá, ele devastou o interior e esperou pelo retorno de Haroldo do norte, recusando-se a se aventurar muito longe do mar, sua linha de comunicação com a Normandia.

### Batalha de Hastings
Haroldo, depois de derrotar Tostigo e Haroldo Hardrada da Noruega, deixou uma parte de seu exército no norte, incluindo Morcar e Eduíno, e marchou com o resto até o sul para lidar com a ameaça normanda. Ele provavelmente ficou sabendo do desembarque de Guilherme enquanto viajava para o sul. O rei parou em Londres, e ficou lá por cerca de uma semana antes de marchar para Hastings, por isso é provável que passou cerca de uma semana em sua marcha ao sul, com uma média de cerca de 43 quilômetros por dia, em uma distância de aproximadamente 320 quilômetros. Embora o rei inglês tentou surpreender os normandos, sentinelas de Guilherme relataram a chegada inglesa para o duque. Os eventos exatos que precedem a batalha são obscuros, com relatos contraditórios nas fontes, mas todos concordam que Guilherme liderou seu exército de seu castelo e avançou em direção ao inimigo. Haroldo tomou uma posição defensiva na parte superior do monte Senlac (atual Battle, East Sussex), a cerca de 9,7 quilômetros do castelo de Guilherme em Hastings.

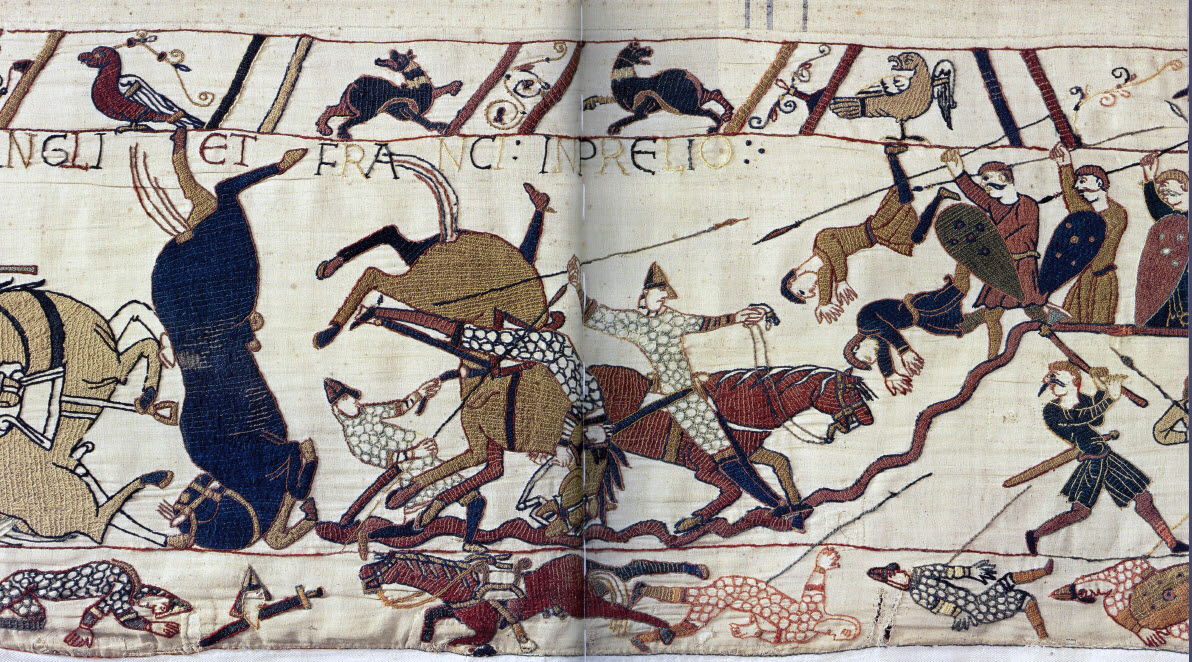
Cena da tapeçaria de Bayeux descrevendo a Batalha de Hastings

A batalha começou por volta das 9 horas da manhã em 14 de outubro e durou o dia todo, mas enquanto um esboço geral dessa é conhecido, os acontecimentos exatos são obscurecidos por relatos contraditórios nas fontes. Ainda que os números de cada lado eram aproximadamente iguais, Guilherme tinha tanto cavalaria quanto infantaria, incluindo muitos arqueiros, enquanto Haroldo tinha apenas soldados a pé e poucos arqueiros, se tinha. Os soldados ingleses formaram uma parede de escudos ao longo do cume e no início foram tão eficazes que o exército de Guilherme acabou recuando com pesadas baixas. Algumas de suas tropas bretãs entraram em pânico e fugiram, e algumas das tropas inglesas parecem ter perseguido os bretões que fugiam até que eles próprios foram atacados e destruídos pela cavalaria normanda. Durante a fuga dos bretões surgiram rumores que varreram as forças normandas de que o duque havia sido morto, mas Guilherme mostrou-se ainda vivo aos seus homens, conseguindo restaurar a ordem entre eles. Duas outras retiradas normandas foram fingidas, para mais uma vez atrair os ingleses em perseguição e expô-los aos repetidos ataques da cavalaria normanda. As fontes disponíveis são mais confusas sobre eventos no período da tarde, mas parece que o evento decisivo foi a morte de Haroldo, sobre a qual diferentes histórias são contadas. Guilherme de Jumièges alegou que Haroldo foi morto pelo duque. A tapeçaria de Bayeux tem sido invocada como referência por mostrar a morte de Haroldo por uma flecha no olho, mas a cena pode ser uma reformulação posterior da tapeçaria em conformidade com histórias do século XII em que Haroldo foi morto por um ferimento de flecha na cabeça.
O corpo de Haroldo foi identificado no dia seguinte à batalha, por meio de sua armadura ou pelas marcas em seu corpo. Os ingleses mortos, o que incluía alguns dos irmãos do rei e seus housecarls, foram deixados no campo de batalha. Gytha, a mãe do falecido rei inglês, ofereceu ao duque vitorioso o peso do corpo de seu filho em ouro pela sua custódia, mas sua oferta foi recusada. Guilherme ordenou que o corpo de Haroldo fosse lançado ao mar, mas se isso ocorreu é incerto. A Abadia de Waltham, que foi fundada por Haroldo, mais tarde afirmou que seu corpo foi enterrado secretamente lá.

### Marcha para Londres
Guilherme pode ter esperado que os ingleses se rendessem após sua vitória, mas não o fizeram. Em vez disso, alguns membros do clero e magnatas ingleses nomearam Edgar, o Atelingo como rei, embora o apoio que esse recebeu fosse tépido. Depois de esperar um pouco, Guilherme assegurou Dover, partes de Kent, Cantuária e, ao mesmo tempo, enviou uma força para capturar Winchester, onde estava o tesouro real. Estas capturas garantiram áreas de retaguarda para Guilherme e também a sua linha de retirada à Normandia, caso fosse necessário. Em seguida, o duque marchou de Southwark, através do Tâmisa para Londres, onde chegou no final de novembro. Logo depois, conduziu suas forças em torno do sul e oeste da capital inglesa, queimando ao longo do caminho. Ele finalmente atravessou o Tâmisa em Wallingford no início de dezembro. Lá o arcebispo Estigando se submeteu a Guilherme, e logo depois quando o duque passou para Berkhamsted, Morcar, Eduíno, o arcebispo Aldredo e Edgar, o Atelingo também se renderam. O invasor normando, em seguida, enviou homens a Londres para construir um castelo; ele foi coroado na Abadia de Westminster no dia de Natal de 1066.

## Consolidação

### Primeiros atos

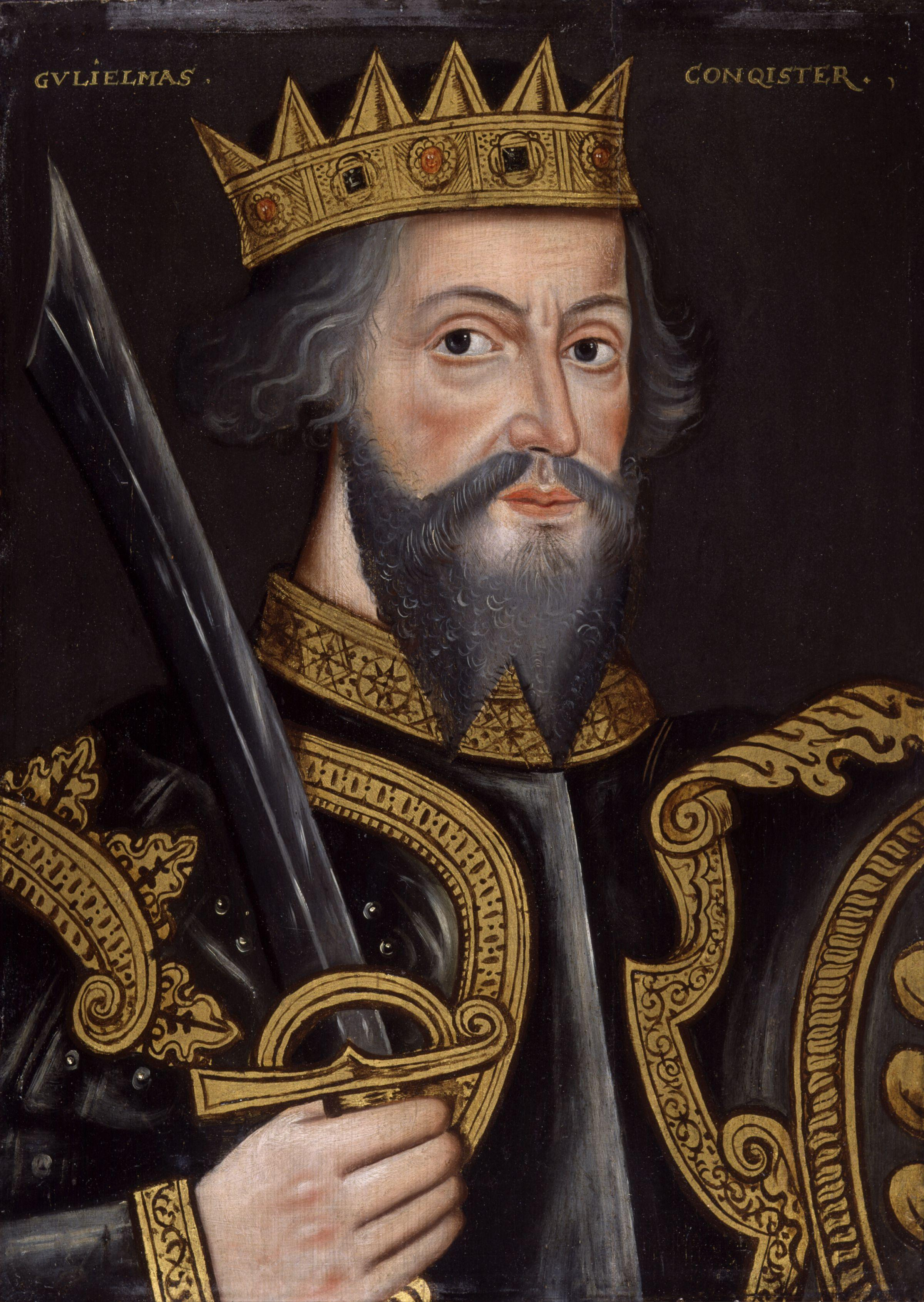
Representação artística do século XVI de Guilherme

Guilherme permaneceu na Inglaterra após sua coroação e tentou reconciliar os magnatas nativos. Os condes restantes — Eduíno de Mércia, Morcar de Nortúmbria, e Valdevo da Nortúmbria — foram confirmados em suas terras e títulos. Valdevo era casado com a sobrinha do duque normando, Judite, filha de Adelaide, e um casamento entre Eduíno e uma das filhas de Guilherme foi proposto. Edgar, o Atelingo também parece ter recebido terras. Ofícios eclesiásticos continuaram a ser mantidos pelos mesmos bispos como antes da invasão, incluindo o não-canônico Estigando. Mas as famílias de Haroldo e seus irmãos perderam suas terras, assim como alguns outros que tinham lutado contra Guilherme em Hastings. Até março, o duque estava seguro o suficiente para voltar à Normandia, mas levou consigo Estigando, Morcar, Eduíno, Edgar, e Valdevo. Ele deixou seu meio-irmão Odo, o bispo de Bayeux, no comando da Inglaterra, juntamente com outro defensor influente, Guilherme FitzOsbern, filho de seu antigo tutor. Os dois homens também foram nomeados para condados  — FitzOsbern para Hereford (ou Wessex) e Odo para Kent. Embora ele tenha colocado dois normandos como encarregados gerais, manteve muitos xerifes nativos da Inglaterra. Uma vez na Normandia o novo rei foi para Ruão e à Abadia de Fécamp, e, em seguida, assistiu à consagração de novas igrejas em dois mosteiros normandos.
Enquanto Guilherme estava na Normandia, um ex-aliado, Eustácio, o conde de Bolonha, invadiu a cidade de Dover, mas foi repelido. A resistência inglesa também tinha começado, com Eadrico, o Selvagem atacando Hereford e revoltas em Exeter, onde a mãe de Haroldo, Gytha, era um foco da resistência. FitzOsbern e Odo encontraram dificuldades para controlar a população nativa e empreenderam um programa de construção de castelos para manter seu domínio sobre o reino. Guilherme retornou à Inglaterra em dezembro de 1067 e marchou em Exeter, a qual sitiou. A cidade resistiu por 18 dias, e depois caiu perante seu novo rei; ele construiu um castelo para garantir seu controle. Entretanto, os filhos de Haroldo invadiram o sudoeste da Inglaterra a partir de uma base na Irlanda. Suas forças desembarcaram perto de Bristol, mas foram derrotados por Eadnoth. Na Páscoa, Guilherme estava em Winchester, onde logo foi acompanhado por sua esposa Matilde, que foi coroada em maio de 1068.

### Resistência inglesa

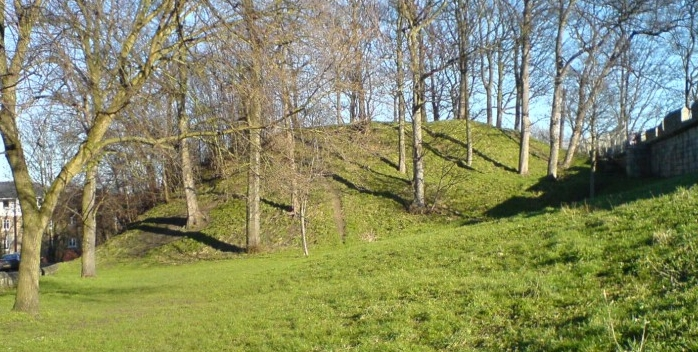
Os restos da Colina Baile, o segundo castelo de mota e muralha construído por Guilherme em Iorque

Em 1068 Eduíno e Morcar se revoltaram, apoiados por Gospatrico. O cronista Orderico Vital afirma que a razão de Eduíno se revoltar era que o casamento proposto entre ele e uma das filhas de Guilherme não aconteceu, mas outras razões provavelmente incluem o aumento do poder de Guilherme FitzOsbern em Herefordshire, o que afetou o poder dele dentro de seu próprio condado. O rei marchou nas terras de Eduíno e construiu um castelo em Warwick. Eduíno e Morcar se renderam, mas Guilherme continuou rumo a Iorque, construindo os castelos de Iorque e Nottingham antes de retornar ao sul. Em sua jornada ao sul, o rei começou a construir castelos em Lincoln, Huntingdon, e Cambridge. Guilherme colocou partidários responsável por estas novas fortificações — entre eles Guilherme Peverel em Nottingham e Henrique de Beaumont em Warwick. Em seguida, o rei voltou à Normandia no final de 1068.
No início de 1069, Edgar, o Atelingo se rebelou e atacou Iorque. Embora Guilherme tenha voltado à cidade e construído um outro castelo, Edgar permaneceu livre e, no outono, juntou-se com o rei Sueno da Dinamarca. O rei dinamarquês tinha trazido uma grande frota para a Inglaterra e atacou não só Iorque, mas também Exeter e Shrewsbury. Iorque foi capturada pelas forças combinadas de Edgar e Sueno. O Atelingo foi proclamado rei pelos seus partidários, mas Guilherme reagiu rapidamente, ignorando uma revolta continental no Maine. O rei normando simbolicamente usou sua coroa nas ruínas de Iorque no dia de Natal de 1069, e então passou a subornar os dinamarqueses. Ele marchou até o rio Tees, devastando o campo pelo caminho. Edgar, após perder muito de seu apoio, fugiu para a Escócia, onde o rei Malcolm III era casado com sua irmã Margarida. Valdevo, que se juntou à revolta, se rendeu, juntamente com Gospatrico, e ambos foram autorizados a manter suas terras. Mas Guilherme não tinha terminado; marchou ao longo dos montes Peninos durante o inverno e derrotou os rebeldes restantes em Shrewsbury antes de construir castelos em Chester e Stafford. Esta campanha, que incluiu a queima e destruição de uma parte do campo no qual as forças reais marcharam, é geralmente conhecida como o "tormento do Norte"; acabou em abril de 1070, quando o Conquistador usou sua coroa cerimonialmente na Páscoa em Winchester.

### Assuntos da Igreja

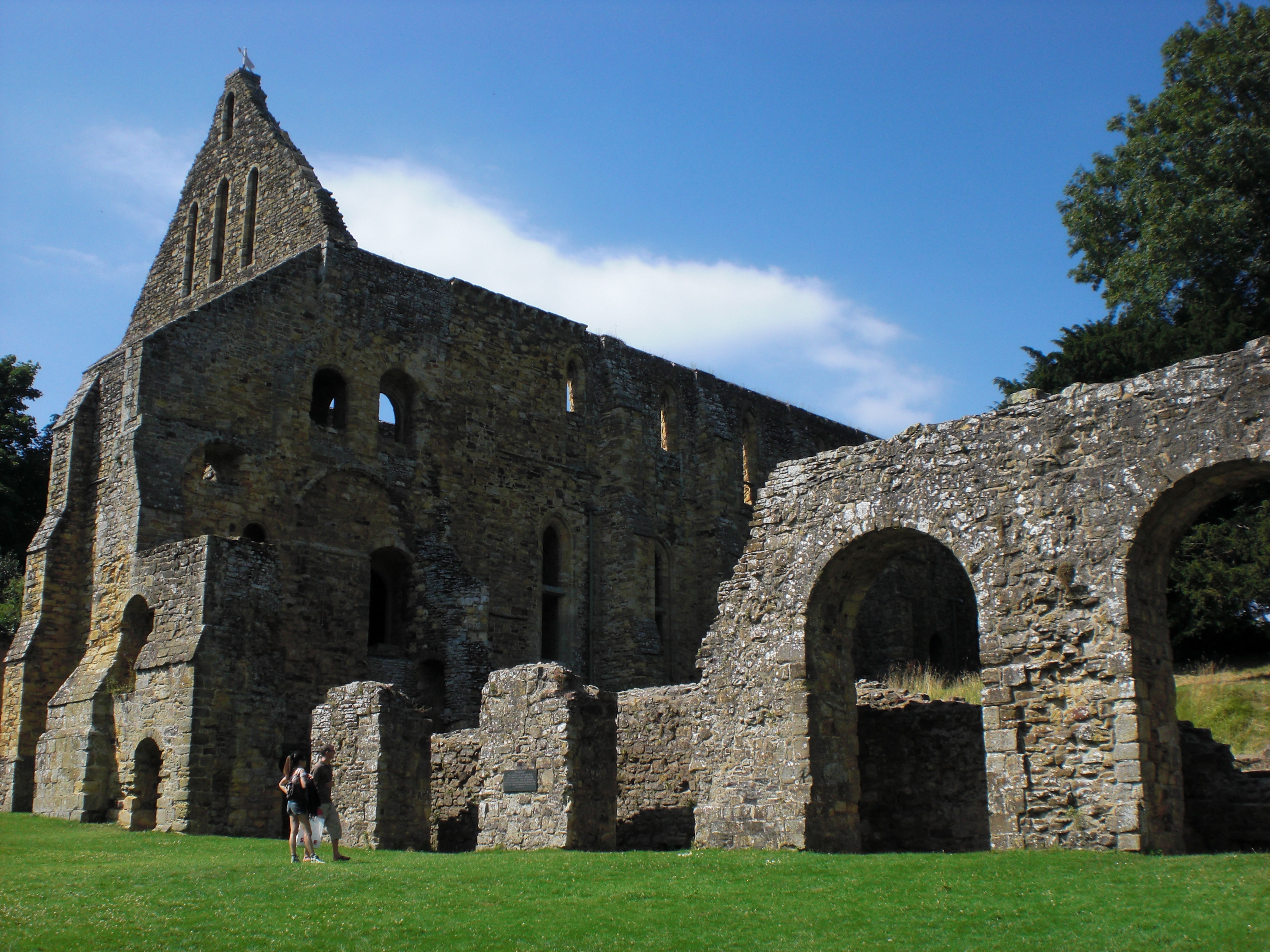
Abadia de Battle

Enquanto em Winchester em 1070, Guilherme se reuniu com três legados papais — João Minuto, Pedro, e Ermenfrido de Sion  — que foram enviados pelo papa Alexandre. Os legados cerimonialmente coroaram o rei durante o cortejo da Páscoa. O historiador David Bates vê essa coroação como a cerimonia papal que deu o "selo de aprovação" à conquista de Guilherme. Os legados e o rei então começaram a realizar uma série de concílios eclesiásticos dedicados à reforma e reorganização da igreja na Inglaterra. Estigando e seu irmão, Etelmar, o Bispo de Elmham, foram depostos de seus bispados. Alguns dos abades nativos também foram depostos, ambos no concílio realizado perto da Páscoa e em um próximo do dia de Pentecostes. Este último viu a nomeação de Lanfranco como o novo arcebispo de Cantuária, e Tomás de Bayeux como o novo arcebispo de Iorque, para substituir Aldredo, que morreu em setembro de 1069. Odo, o meio-irmão do rei, talvez esperasse ser nomeado para Cantuária, mas Guilherme provavelmente não quis dar tanto poder a um membro da família. Outra razão para a nomeação pode ter sido a pressão do papado em nomear Lanfranco. O clero normando foi designado para substituir os bispos e abades depostos, e no final do processo, apenas dois bispos ingleses nativos permaneceram no cargo, juntamente com vários prelados continentais nomeados por Eduardo, o Confessor. Em 1070, Guilherme também fundou a Abadia de Battle, um novo mosteiro no local da Batalha de Hastings, em parte como uma penitência pelas mortes na batalha e, em parte, como um memorial aos mortos.

## Problemas na Inglaterra e no continente

### Invasões dinamarquesas e rebelião no norte
Embora Sueno havia prometido deixar a Inglaterra, voltou na primavera de 1070, invadindo ao longo do Humber e Ânglia Oriental em direção à Ilha de Ely, onde se juntou a Herevardo, o Vigilante, um tano (servo) local. As forças de Herevardo atacaram a Abadia de Peterborough, a qual capturaram e saquearam. Guilherme foi capaz de garantir a retirada de Sueno e sua frota em 1070, permitindo-lhe regressar ao continente para lidar com problemas no Maine, onde a cidade de Le Mans havia se revoltado no ano anterior. Outra preocupação era a morte do conde Balduíno VI de Flandres, em julho de 1070, que conduziu a uma crise de sucessão com sua viúva, Riquilda, que governava por seus dois filhos novos, Arnulfo e Balduíno. No entanto, o seu governo foi contestado por Roberto, irmão de Balduíno. A viúva propôs casamento a Guilherme FitzOsbern, que estava na Normandia, e esse aceitou. Mas depois que foi morto em fevereiro de 1071 na Batalha de Cassel, Roberto tornou-se conde. Ele se opunha ao poder do rei Guilherme no continente, assim, a Batalha de Cassel não só fez o rei perder um importante aliado, mas também perturbou o equilíbrio de poder no norte da França.
Em 1071, Guilherme derrotou a última rebelião do norte. O conde Eduíno foi traído por seus próprios homens e morto, enquanto o rei construía uma ponte para subjugar a Ilha de Ely, onde Herevardo, o Vigilante e Morcar estavam escondidos. Herevardo escapou, mas Morcar foi capturado, privado de seu condado, e preso. Em 1072 o rei invadiu a Escócia, derrotando Malcolm, que tinha invadido recentemente o norte da Inglaterra. Guilherme e Malcolm concordaram com a paz, ao assinar o Tratado de Abernethy, e o rei escocês provavelmente entregou seu filho Duncan como refém pela paz. É possível que uma outra disposição do Tratado foi a expulsão de Edgar, o Atelingo da corte escocesa. Guilherme então voltou sua atenção para o continente, voltando à Normandia no início de 1073 para lidar com a invasão do Maine por Fulque le Rechin, o conde de Anjou. Com uma campanha rápida, Guilherme apreendeu Le Mans das forças de Fulque, completando a investida em 30 de março de 1073. Isso fez com que o seu poder ficasse mais seguro no norte da França, mas o novo conde de Flandres aceitou Edgar, o Atelingo em sua corte. Roberto também casou sua meia-irmã Berta com o rei da França, Filipe I, o Amoroso, que se opunha ao poder normando.
Guilherme retornou à Inglaterra para liberar seu exército do serviço em 1073, todavia rapidamente voltou à Normandia, onde passou todo ano de 1074. Ele deixou a Inglaterra nas mãos de seus partidários, incluindo Ricardo fitzGilbert e Guilherme de Warenne, bem como Lanfranco. O rei deixar a Inglaterra por um ano inteiro era um sinal de que sentia que seu controle do reino era seguro. Enquanto o Conquistador estava na Normandia, Edgar, o Atelingo retornou à Escócia por Flandres. O rei francês, buscando um foco para aqueles que se opunham ao poder de Guilherme, em seguida, propôs que Edgar recebesse o castelo de Montreuil-sur-Mer no Canal Inglês, o que ter-lhe-ia dado uma vantagem estratégica contra o duque normando. Edgar foi forçado a submeter-se a Guilherme pouco tempo depois e, no entanto, regressou à corte do duque. Filipe, embora frustrado nesta tentativa, voltou suas atenções à Bretanha, conduzindo uma revolta em 1075.

### Revolta dos Condes

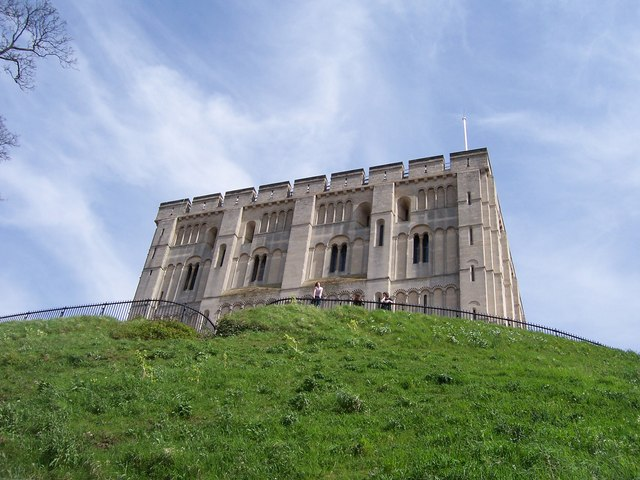
O castelo de Norwich. A torre de menagem data de depois da Revolta dos Condes, mas o monte do castelo é anterior

Em 1075, durante a ausência de Guilherme, Raul de Gael, Conde de Norfolk, e Rogério de Breteuil, Conde de Hereford, conspiraram para derrubar o rei na "Revolta dos Condes". Raul era em parte bretão, e passou a maior parte de sua vida antes de 1066 em sua terra natal, onde ainda tinha propriedades. Rogério era um normando, filho de Guilherme FitzOsbern, mas tinha herdado menos autoridade do que seu pai possuía. A autoridade do conde de Norfolk também parece ter sido menor do que seus antecessores no condado, e essa foi provavelmente a causa da revolta.
A razão exata da rebelião não está clara, mas começou no casamento de Raul com uma parente de Rogério, realizado em Exning, Suffolk. Outro conde, Valdevo, embora um dos favoritos de Guilherme, também esteve envolvido, e havia alguns senhores bretões que estavam prontos para se rebelar em apoio de Raul e Rogério. O conde de Norfolk também solicitou ajuda dinamarquesa. Guilherme permaneceu na Normandia, enquanto seus homens na Inglaterra subjugaram a revolta. Rogério não foi capaz de deixar sua fortaleza em Herefordshire por causa dos esforços de Vulstano, bispo de Worcester, e Etelvigo, o abade de Evesham. Raul foi cercado no Castelo de Norwich pelos esforços combinados de Odo de Bayeux, Godofredo de Montbray, Ricardo FitzGilbert, e Guilherme de Warenne. Raul finalmente deixou Norwich no controle de sua esposa e abandou a Inglaterra, finalmente terminando na Bretanha. Norwich foi sitiada e se rendeu, com a guarnição autorizada a ir para a Bretanha. Enquanto isso, o irmão do rei dinamarquês, Canuto, o Santo, finalmente chegou à Inglaterra com uma frota de 200 navios, mas era tarde demais pois Norwich já havia se rendido. Os dinamarqueses, em seguida, invadiram ao longo da costa, antes de voltar para casa. Guilherme voltou à Inglaterra mais tarde em 1075 para lidar com a ameaça dinamarquesa, deixando sua esposa Matilde no comando da Normandia. Ele comemorou o Natal em Winchester e lidou com o rescaldo da rebelião. Rogério e Valdevo foram mantidos em prisão, onde o conde de Northampton foi executado em maio de 1076. Antes disso, Guilherme tinha voltado para o continente, onde o conde de Norfolk continuou a rebelião da Bretanha.

### Problemas em casa e no exterior
Conde Raul tinha assegurado o controle do castelo em Dol, e em setembro de 1076 Guilherme avançou para Bretanha e sitiou o castelo. O rei Filipe da França mais tarde aliviou o cerco e derrotou Guilherme na cidade, forçando-o a recuar à Normandia. Embora esta tenha sido sua primeira derrota em batalha, não alterou o desenrolar dos eventos. Um ataque angevino no Maine foi derrotado no final de 1076 ou 1077, com o conde Fulque le Rechin ferido na investida malsucedida. Mais grave foi o conde de Amiens, Simão de Crépy, ter se tornado um monge, porque entregou seu condado de Vexin ao rei Felipe. Vexin era um estado tampão entre a Normandia e as terras do rei francês, e o conde era um partidário do duque normando. Guilherme foi capaz de fazer a paz com Felipe em 1077 e garantiu uma trégua com o conde Fulque no final do mesmo ano ou no início de 1078.

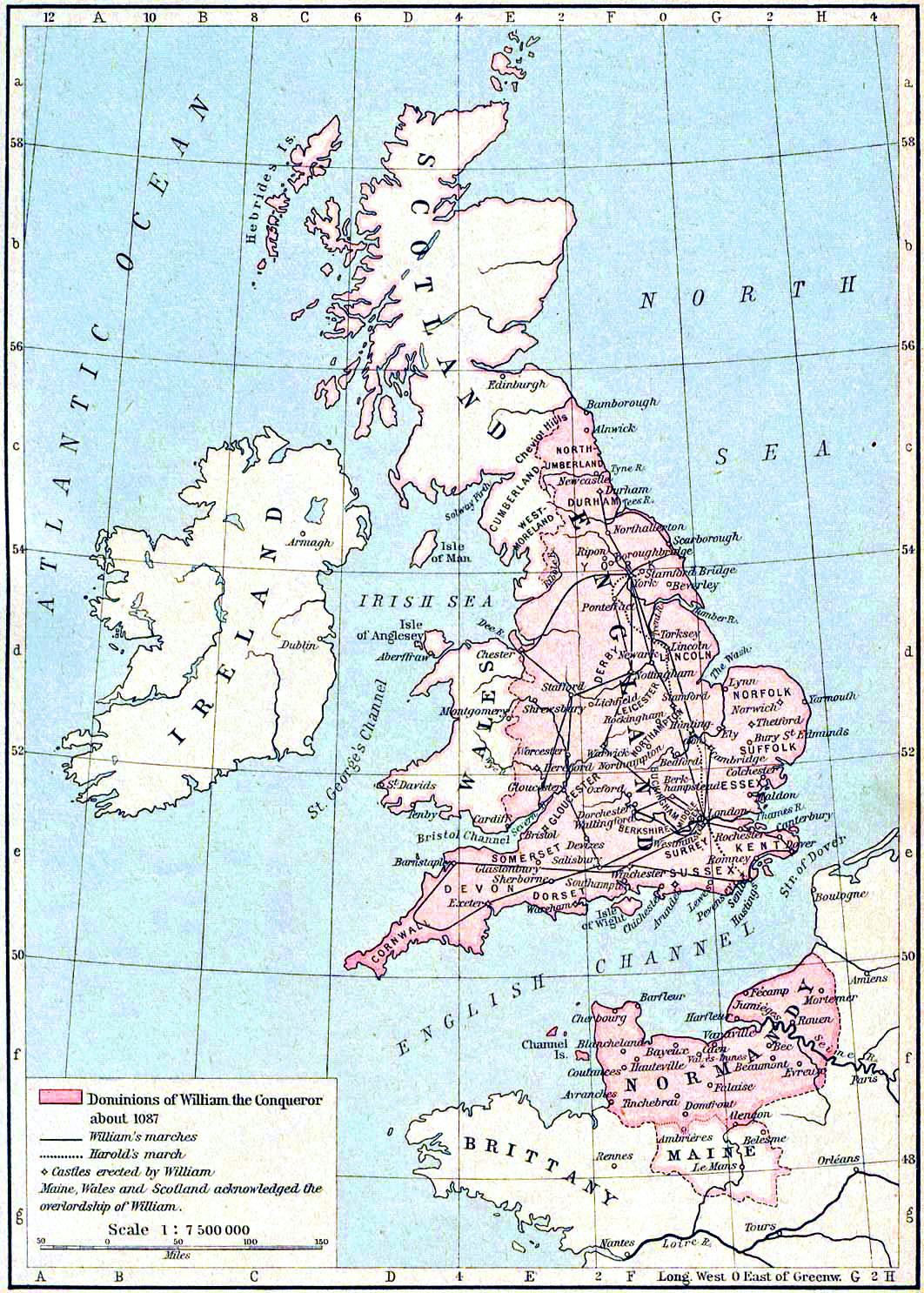
Mapa mostrando as terras de Guilherme em 1087 (as áreas pintadas em rosa eram controladas pelo rei normando)

No final de 1077 ou início de 1078 um problema começou entre Guilherme e seu filho mais velho, Roberto. Apesar de Orderico Vital descrever que a briga começou com seus dois irmãos mais novos, Guilherme, o Ruivo e Henrique Beauclerc, incluindo uma história de que a briga começou quando Guilherme e Henrique jogaram água em Roberto, é muito mais provável que o filho mais velho do rei estava se sentindo impotente. O cronista relata que ele chegou a exigir anteriormente o controle do Maine e da Normandia, o que lhe foi negado. Nessa época, o problema fez com que Roberto deixasse a Normandia acompanhado por um grupo de jovens, muitos deles filhos de partidários de seu pai. Entre eles estava Roberto de Bellême, Guilherme de Breteuil, e Rogério, filho de Ricardo FitzGilbert. Esse grupo de jovens foi para o castelo em Rémalard, onde passaram a atacar a Normandia. Os invasores foram apoiados por muitos dos inimigos continentais de Guilherme. O duque normando atacou imediatamente os rebeldes e os expulsou de Rémalard, mas o rei Filipe deu-lhes o castelo em Gerberoi, onde novos apoiadores juntaram-se a eles. Guilherme então sitiou Gerberoi em janeiro de 1079. Depois de três semanas, as forças sitiadas atacaram do castelo e conseguiram pegar os sitiantes de surpresa. Guilherme foi derrubado por Roberto e só foi salvo da morte por um inglês. Seus exércitos foram forçados a levantar o cerco, e o rei voltou para Ruão. Em 12 de abril de 1080, Guilherme e Roberto tinham chegado a um alojamento, com o rei mais uma vez afirmando que seu filho mais velho iria receber a Normandia quando ele morresse.
A informação da derrota de Guilherme em Gerberoi suscitou dificuldades no norte da Inglaterra. Em agosto e setembro de 1079, o rei Malcolm III dos escoceses invadiu o sul do rio Tweed, devastando as terras entre o rio Tees e o Tweed em uma operação que durou quase um mês. A falta de resposta normanda parece ter causado uma crescente inquietude dos nortúmbrios, e na primavera de 1080 eles se rebelaram contra o governo de Guilherme Walcher, o bispo de Durham e conde de Nortúmbria. O bispo foi morto em 14 de maio de 1080, e o rei normando despachou seu meio-irmão Odo para lidar com a rebelião. Guilherme partiu da Normandia, em julho de 1080, e no outono seu filho Roberto foi enviado em uma campanha contra os escoceses. Roberto invadiu em Lothian e forçou Malcolm a concordar com os termos, construindo uma fortificação em Newcastle upon Tyne, quando regressava a Inglaterra.
O rei estava em Gloucester para o Natal de 1080 e em Winchester para o Pentecostes em 1081, cerimonialmente vestindo sua coroa em ambas as ocasiões. Uma embaixada papal chegou na Inglaterra durante este período, pedindo que jurasse a lealdade da Inglaterra ao papado, pedido esse que o monarca rejeitou. Guilherme também visitou o País de Gales durante 1081, embora as fontes inglesas e gaulesas divirjam sobre a finalidade exata da visita. A Crônica Anglo-Saxônica afirma que foi uma campanha militar, mas fontes galesas a registram como uma peregrinação a St Davids em honra de São Davi. O biógrafo David Bates argumenta que a explicação anterior é a mais provável, pois o equilíbrio de poder havia recentemente mudado no País de Gales e o rei inglês teria desejado tirar vantagem das circunstâncias para estender o poder normando. Até o final de 1081, estava de volta ao continente, lidando com distúrbios no Maine. Embora tenha liderado uma expedição no condado, o resultado foi, em vez disso, uma solução diplomática negociada por um legado papal.

### Últimos anos
Fontes para ações de Guilherme entre 1082 e 1084 são escassas. De acordo com o historiador David Bates, isso significa que provavelmente pouca coisa aconteceu, e devido ao fato de o rei estar no continente, não havia nada para a Crônica Anglo-Saxônica registrar. Em 1082, ele ordenou a prisão de seu meio-irmão Odo de Bayeux. As razões exatas não são claras, como nenhum autor contemporâneo registrou o que causou a briga entre os meio-irmãos. Orderico Vital mais tarde registrou que Odo tinha aspirações de se tornar papa. O cronista também relatou que Odo havia tentado persuadir alguns dos vassalos de Guilherme a se juntar a ele em uma invasão do sul da Itália. Isto teria sido considerado a adulteração da autoridade do rei sobre seus vassalos, o que Guilherme não teria tolerado. Embora Odo tenha permanecido no confinamento o resto do reinado de seu irmão, suas terras não foram confiscadas. Mais dificuldades o atingiram em 1083, quando seu filho mais velho Roberto se rebelou mais uma vez com o apoio do rei francês. Um novo golpe foi a morte de sua esposa Matilde, em 2 de novembro daquele ano. Guilherme foi sempre descrito próximo dela, e sua morte teria aumentado os seus problemas.
Maine continuou a ser uma região problemática, com uma rebelião de Huberto de Beaumont-au-Maine, provavelmente em 1084. Ele foi sitiado em seu castelo em Sainte-Suzanne pelas forças de Guilherme por pelo menos dois anos, mas finalmente fez as pazes com o rei e foi restaurado favoravelmente. Seus movimentos durante 1084 e 1085 não são claros — estava na Normandia na Páscoa de 1084, mas pode ter estado na Inglaterra, para recolher o danigeldo ("tributo dinamarquês") avaliado nesse ano à defesa da Inglaterra contra uma invasão do rei Canuto IV, o Santo. Embora forças inglesas e normandas tenham permanecido em alerta durante todo o ano de 1085 e em 1086, a ameaça de invasão terminou com a morte do rei dos dinamarqueses em julho de 1086.

## Caraterísticas do reinado

### Mudanças na Inglaterra

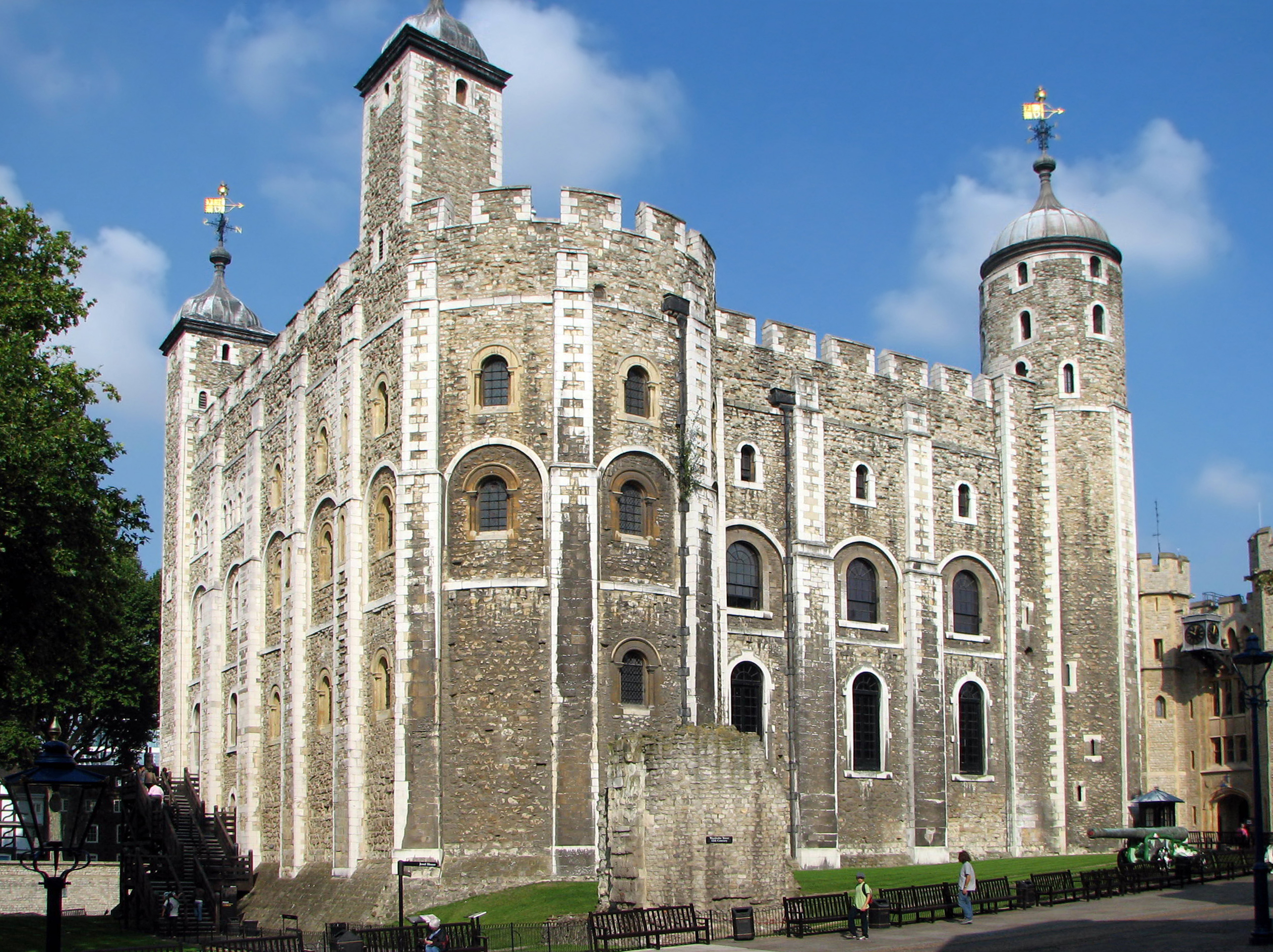
A Torre Branca em Londres foi erguida por Guilherme

Como parte de seus esforços para assegurar a Inglaterra, Guilherme ordenou a construção de muitos castelos, torres e motas — entre eles a fortaleza central da Torre de Londres, a Torre Branca. Essas fortificações permitiram que os normandos recuassem em segurança quando ameaçados por uma rebelião e permitia que guarnições fossem protegidas enquanto eles ocupavam o campo. Os primeiros castelos eram simples construções de terra e madeira, posteriormente substituídos por estruturas de pedra.
No início, a maioria dos normandos recém-estabelecidos mantinham cavaleiros domésticos e não recompensaram os seus partidários com feudos próprios, mas, gradualmente, terras foram concedidas a esses cavaleiros domésticos, um processo conhecido como subenfeudação. Guilherme também exigiu que os seus recém-criados magnatas contribuíssem com cotas fixas de cavaleiros não só para as campanhas militares, mas também para guarnições dos castelos. Este método de organizar as forças militares era um desvio da prática pré-conquista inglesa de basear o serviço militar em unidades territoriais como a hida.
Aquando da morte do rei, depois de resistir a uma série de rebeliões, a maioria da aristocracia nativa anglo-saxônica tinha sido substituída por normandos e outros magnatas continentais. Nem todos os normandos que acompanharam o duque na conquista adquiriram grandes quantidades de terra na Inglaterra. Alguns ficaram relutantes em aceitar as terras em um reino que não estava completamente pacificado. Embora alguns dos novos normandos ricos da Inglaterra fossem próximos da família do rei ou da nobreza superior normanda, outros eram de origens relativamente humildes. O monarca concedeu terras para seus seguidores continentais provenientes da exploração de um ou mais ingleses específicos; em certos casos, concedeu um agrupamento compacto de terras anteriormente detidas por muitos nativos diferentes para um único adepto normando, para permitir a consolidação dessas terras em torno de um castelo estrategicamente posicionado.
O cronista medieval Guilherme de Malmesbury disse que o rei também apreendeu e despovoou muitos quilômetros de terras (36 paróquias), transformando-as na região real de New Forest para que pudesse praticar sua diversão favorita, a caça. Os historiadores modernos têm chegado à conclusão de que o suposto despovoamento de New Forest foi exagerado. A maior parte dessa região é composta por terras agrícolas pobres, e estudos arqueológicos e geográficos mostraram que a região era provavelmente pouco povoada quando foi transformada em uma floresta real. Guilherme era conhecido por seu amor pela caça, e foi ele que introduziu a legislação florestal em certas áreas do país, regulando quem poderia caçar e o que poderia ser caçado.

### Administração

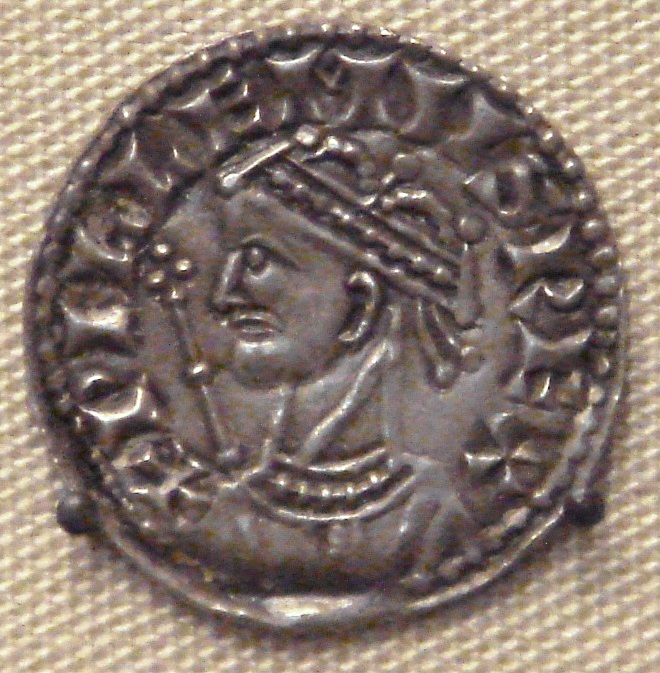
Moeda inglesa de Guilherme, o Conquistador

Depois da conquista, Guilherme não tentou integrar seus domínios separados em um único reino unificado com um conjunto único de leis. O sinete que usou após 1066, do qual seis impressões ainda sobrevivem, foi feito depois que invadiu a Inglaterra e destacava seu papel como rei, mencionando separadamente o seu papel de duque. Quando na Normandia, reconheceu que devia vassalagem ao rei francês, mas na Inglaterra nenhum tipo de confirmação foi feita — mais uma prova de que as várias partes de suas terras eram consideradas independentes. As estruturas administrativas da Normandia, Inglaterra e Maine continuaram a existir de forma separada, com cada um mantendo suas próprias formas de governo. Por exemplo, a Inglaterra continuou a usar decretos, que não eram conhecidos no continente. Além disso, as cartas e documentos produzidos para o governo na Normandia diferiam em fórmulas daquelas produzidas na Inglaterra.
Guilherme assumiu um governo inglês que era mais complexo do que o sistema normando. O país era dividido em shires ou condados, os quais eram por sua vez divididos em hundred (centenas), nativamente também conhecidas como wapentakes. Cada condado era administrado por um oficial do rei, chamado de xerife, que tinha aproximadamente o mesmo estatuto que um visconde normando. O xerife era responsável pela justiça real e o recebimento das receitas. Para supervisionar o seu domínio expandido, Guilherme foi forçado a viajar ainda mais do que viajava como duque. Transitou entre o continente e a Inglaterra ao menos 19 vezes entre 1067 e sua morte. Passou a maior parte de seu tempo na Inglaterra entre a batalha de Hastings e 1072, dedicando-se mais a Normandia posteriormente. O governo ainda estava centrado em torno da criadagem do rei; quando estava em uma determinada parte de seus reinos, as decisões tomadas para outras partes seriam transmitidas através de um sistema de comunicação que utilizava cartas e outros documentos. Também nomeou representantes que poderiam tomar decisões enquanto ele estava ausente, especialmente se sua ausência fosse prolongada. Normalmente, este era um membro próximo de sua família, frequentemente seu meio-irmão Odo ou sua esposa Matilde. Às vezes, os representantes eram designados para lidar com questões específicas.
O monarca continuou a coleta da danegeld, um imposto sobre terra. Esta era uma vantagem para Guilherme, já que era o único imposto universalmente recolhido pelos governantes da Europa Ocidental durante esse período. Era um imposto anual com base no valor da propriedade da terra, e que poderia ser recolhido em taxas diferentes. Na maioria dos anos via-se uma taxa de dois xelins por hida, mas em crises, poderia ser aumentada em até seis xelins por hida. A cunhagem entre as várias partes de seus domínios continuou a ser feita em diferentes ciclos e estilos. Moedas inglesas eram em geral de alto teor de prata, com elevados padrões artísticos, e eram obrigatoriamente recunhadas de três em três anos. Moedas normandas tinham um teor de prata muito mais baixo, eram muitas vezes de má qualidade artística, e raramente eram recunhadas. Além disso, na Inglaterra nenhuma outra cunhagem era permitida, enquanto no continente outra cunhagem era considerada de curso forçado. Também não há evidências de moedas de dinheiro inglês circulando no ducado francês, o que mostra pouca tentativa de integrar os sistemas monetários da Inglaterra e Normandia.
Além da tributação, os latifúndios de Guilherme por toda a Inglaterra reforçaram seu domínio. Como herdeiro do rei Eduardo, ele controlava todas as antigas terras reais. Também manteve o controle de grande parte das terras de Haroldo e sua família, o que fez dele o rei com a maior propriedade de terras seculares naquele país por ampla margem.

### Domesday Book

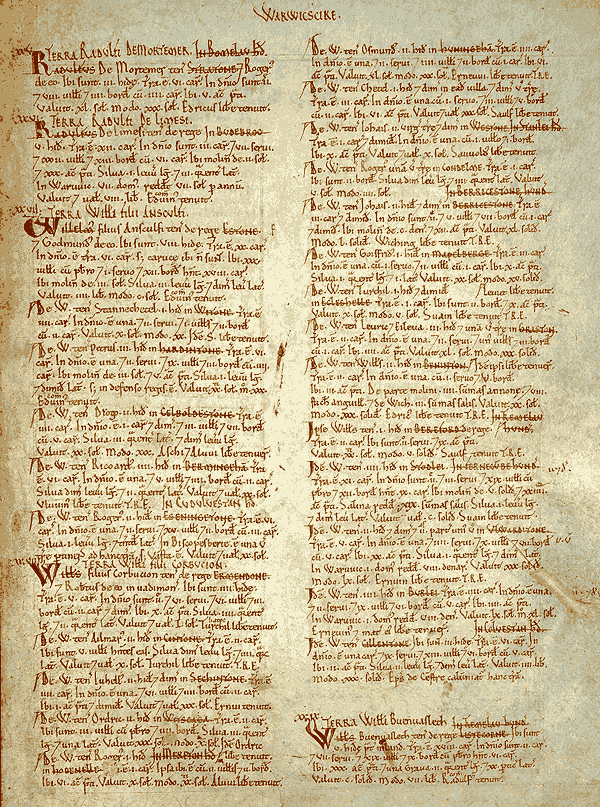
Uma página do Domesday Book para Warwickshire

No Natal de 1085, Guilherme ordenou a compilação de um levantamento das propriedades rurais detidas por si mesmo e por seus vassalos em todo o reino, organizado por condados. Isso resultou em um trabalho hoje conhecido como Domesday Book. A listagem para cada condado mostra as posses de cada proprietário de terras, agrupados por donos. As listagens descrevem a posse, quem a possuía antes da conquista, o seu valor, qual era a taxa de assentamento, e, geralmente, o número de camponeses, arados, e quaisquer outros recursos que tinham exploração. Cidades eram listadas separadamente. Todos os condados ingleses ao sul do rio Tees e do rio Ribble estão incluídos, e toda a obra parece ter sido concluída principalmente até 1º de agosto de 1086, quando a Crônica Anglo-Saxônica registra que o governante recebeu os resultados e que todos os principais magnatas se uniram e juraram o Juramento de Salisbury, uma renovação dos seus juramentos de fidelidade. A motivação exata do rei em ordenar a pesquisa é obscura, mas provavelmente tinha vários propósitos, como fazer um registro de obrigações feudais e justificar o aumento dos impostos.

## Morte e consequências
Guilherme deixou a Inglaterra no final de 1086. Após chegar ao continente, casou sua filha Constança com Alano Luva de Ferro, o duque de Bretanha, no cumprimento de sua política em buscar aliados contra os reis franceses. Seu filho Roberto, ainda aliado com o rei francês Filipe I, ainda aparece criando problemas suficientes para que o duque liderasse uma expedição contra o Vexin francês em julho de 1087. Enquanto apreendia Mantes, o rei ou adoeceu ou foi ferido por uma alça de sua sela. Ele foi levado para o priorado de Saint Gervase em Ruão, onde morreu em 9 de setembro de 1087. O conhecimento dos eventos que precederam a sua morte são confusos visto que existem dois contos diferentes. Orderico Vital preserva um relato longo, com discursos feitos por muitos dos subordinados, mas este é mais provavelmente uma descrição de como um rei deveria morrer do que o que realmente aconteceu. A outra, o De Obitu Willelmi, ou Sobre a Morte de Guilherme, é uma cópia de dois relatos do século IX com nomes alterados.

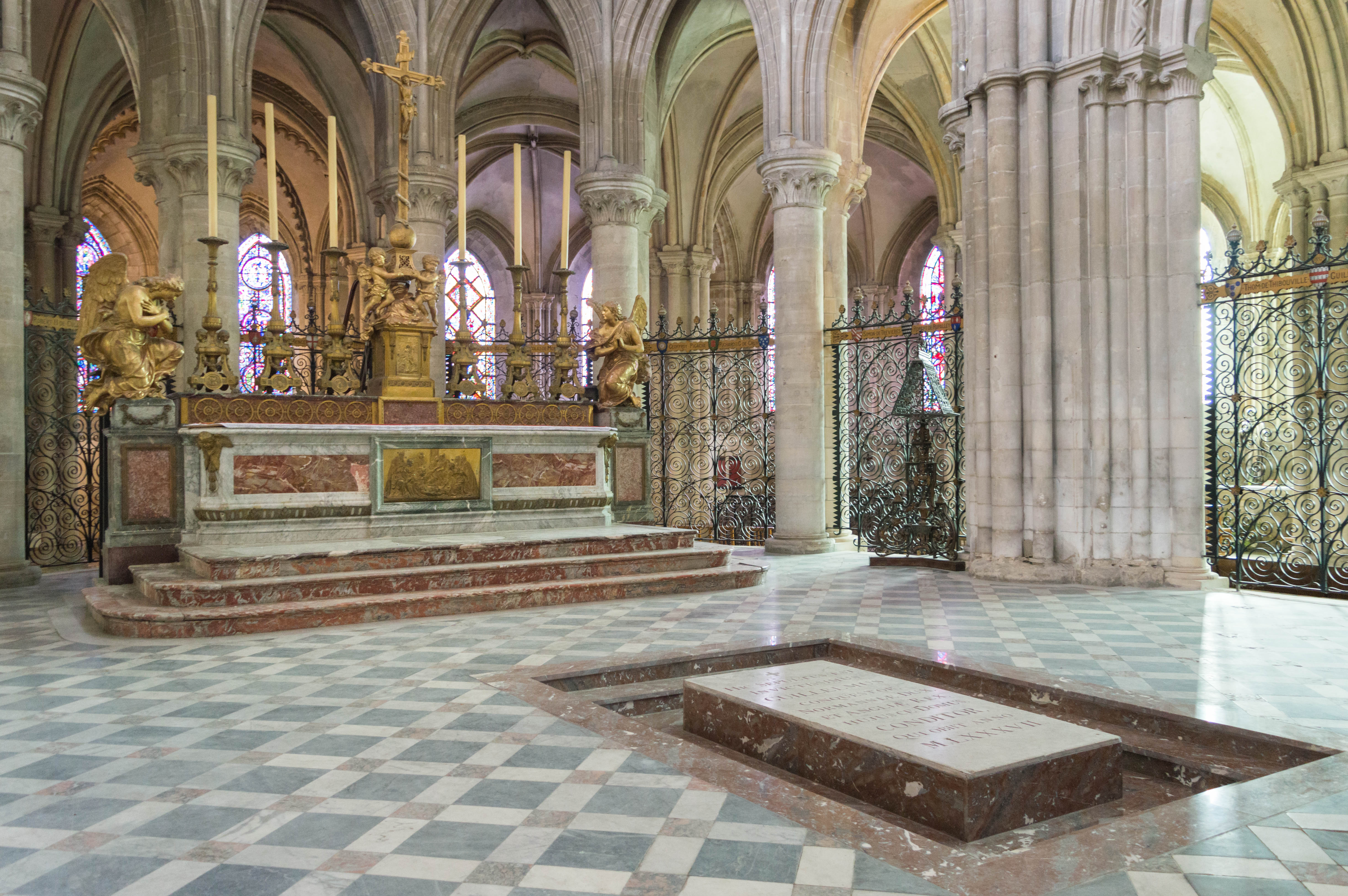
Sepultura de Guilherme na Abadia dos Homens, Caen

Guilherme deixou a Normandia para Roberto, e a custódia da Inglaterra foi dada ao seu segundo filho sobrevivente, também chamado de Guilherme, na suposição de que ele tornar-se-ia rei. O filho mais novo, Henrique, recebeu dinheiro. Depois de confiar a coroa inglesa ao seu segundo filho, o Conquistador enviou o jovem Guilherme de volta à ilha britânica em 7 ou 8 de setembro, levando consigo uma carta para Lanfranco, que ordenava o arcebispo a ajudar o novo rei. Outras heranças incluíam presentes à Igreja e dinheiro a ser distribuído aos pobres. Guilherme também ordenou que todos os seus prisioneiros fossem libertados, incluindo seu meio-irmão Odo.
A desordem sucedeu seu falecimento; todo mundo que estava em seu leito de morte deixou o corpo em Ruão e correu para cuidar de seus próprios assuntos. Posteriormente, o clero da cidade se organizou para enviar o corpo a Caen, onde Guilherme desejara ser sepultado em sua fundação da Abadia dos Homens. O funeral, do qual participaram os bispos e abades da Normandia, assim como seu filho, Henrique, foi perturbado pela afirmação de um cidadão de Caen, que alegou que sua família fora ilegalmente despojada do terreno sobre o qual a igreja foi construída. Após consultas apressadas, a alegação foi comprovada e o homem compensado. Uma outra indignidade ocorreu quando o cadáver foi posto na tumba. Era muito grande para o espaço, e quando os atendentes forçaram o corpo para dentro do túmulo ele se abriu, espalhando um odor repugnante por toda a igreja.
Seu túmulo está marcada por uma placa de mármore com uma inscrição em latim que data do início do século XIX. O túmulo foi perturbado várias vezes desde 1087, pela primeira vez em 1522, quando foi aberto por ordem do papado. O corpo intacto foi restaurado para o túmulo naquela época, mas em 1562, durante as guerras religiosas na França, foi reaberto e os ossos dispersos e perdidos, com a exceção de um osso da coxa. Esta relíquia solitária foi enterrada novamente em 1642 com um novo marcador, que foi substituído 100 anos mais tarde com um monumento mais elaborado. Este túmulo foi novamente destruído durante a Revolução Francesa, mas acabou sendo substituído pelo marcador atual.

## Legado

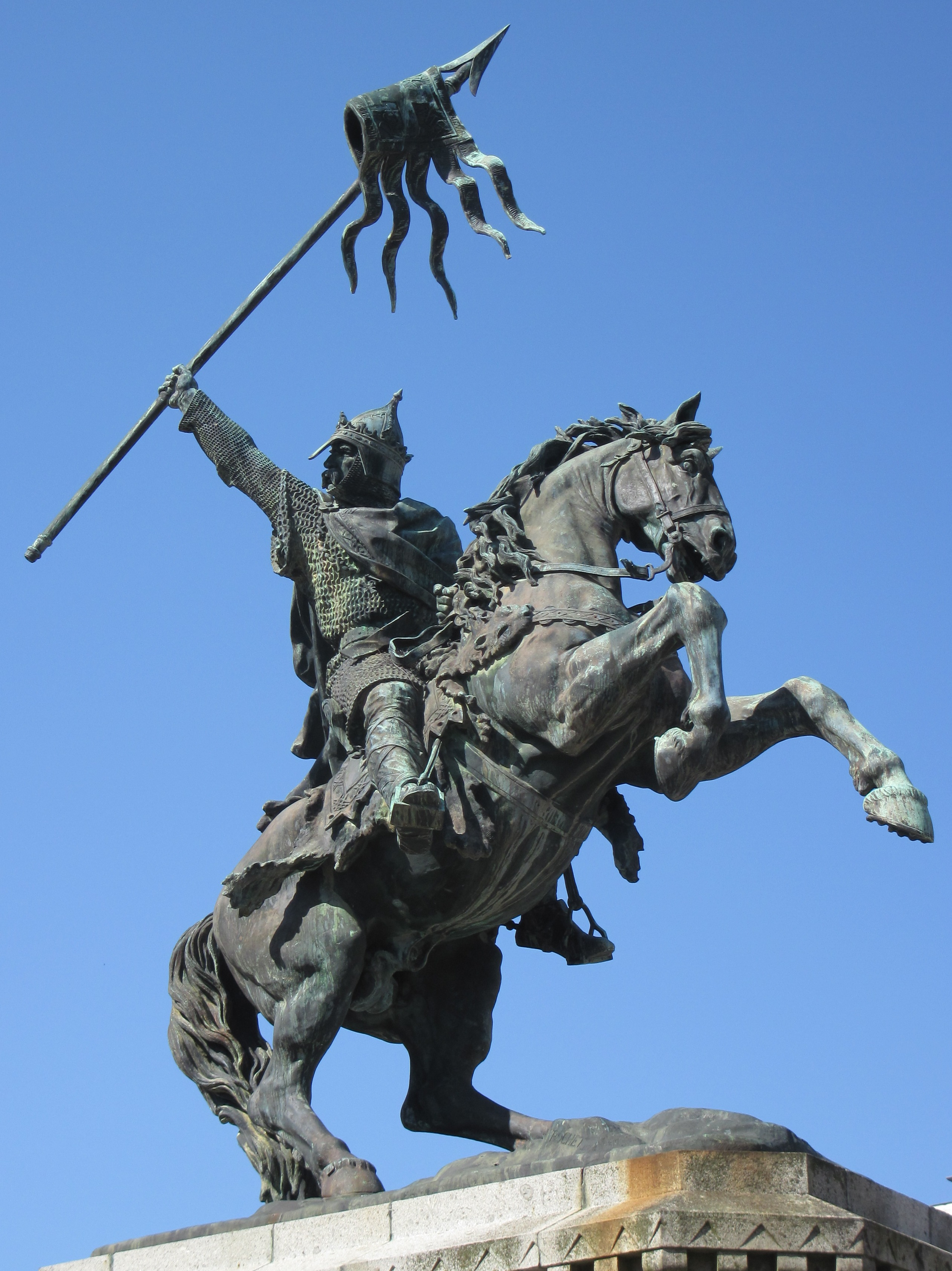
Estátua de Guilherme, o Conquistador em Falaise, França

Uma consequência imediata após a morte do rei foi a guerra entre seus filhos Roberto e Guilherme, o Ruivo sobre o controle da Inglaterra e Normandia. Mesmo após a morte de Guilherme, o Ruivo em 1100 e a sucessão de seu irmão mais novo Henrique I como rei, a Normandia e Inglaterra permaneceram controvertidas entre os irmãos, até a captura de Roberto por Henrique na batalha de Tinchebray em 1106. As dificuldades na sucessão levaram a uma perda de autoridade no ducado francês, já que a aristocracia recuperou muito do poder que fora perdido para o Conquistador. Seus filhos também perderam muito de seu controle sobre o Maine, que se revoltou em 1089 e conseguiu manter-se na maior parte livre de influência normanda posteriormente.
O impacto da conquista de Guilherme na Inglaterra foi profundo; mudanças na igreja, aristocracia, cultura e na língua do país têm persistido até os tempos modernos. A conquista trouxe ao reino um contato mais próximo com a França e forjou laços entre ambas as nações, que duraram toda a Idade Média. Outra consequência da invasão de Guilherme foi o rompimento dos laços anteriormente estreitos entre a Inglaterra e Escandinávia. Seu governo misturou elementos dos sistemas inglês e normando em um novo, que posteriormente lançou as bases do reino medieval inglês. Quão bruscas e quão grande alcance as mudanças tiveram ainda é uma questão de debate entre os historiadores, com alguns, como Richard Southern alegando que a conquista foi a mudança mais radical na história da Europa entre a queda de Roma e o século XX. Outros, como H. G. Richardson e G. O. Sayles, veem as mudanças trazidas pela conquista como muito menos radicais do que Southern sugere. A historiadora Eleanor Searle descreveu a invasão de Guilherme como "um plano que nenhum governante, exceto um escandinavo, teria considerado".
Seu reinado causou polêmica histórica desde antes de sua morte. Guilherme de Poitiers escreveu elogiosamente sobre o reinado do Conquistador e seus benefícios, mas o obituário de Guilherme na Crônica Anglo-Saxônica o condena usando termos duros. Nos anos desde a conquista, políticos e outros líderes têm usado o monarca e os acontecimentos de seu reinado para ilustrar eventos políticos ao longo da história inglesa. Durante o reinado da rainha Isabel I de Inglaterra, o arcebispo Matthew Parker viu a conquista como tendo corrompido a pura Igreja Inglesa, que ele tentou restaurar. Durante os séculos XVII e XVIII alguns historiadores e juristas viram seu reinado impondo um "jugo normando" sobre os nativos anglo-saxões, um argumento que continuou durante o século XIX com elaborações adicionais ao longo de linhas nacionalistas. Estas várias controvérsias levaram o Conquistador a ser visto por alguns historiadores tanto como um dos criadores da grandeza da Inglaterra quanto por infligir uma das maiores derrotas na história do país. Outros têm visto Guilherme como um inimigo da constituição inglesa, ou, alternativamente, como seu criador.

## Família e descendência
Guilherme e sua esposa Matilde de Flandres tiveram pelo menos nove filhos. A ordem de nascimento dos meninos é clara, mas nenhuma fonte dá a ordem relativa ao nascimento das filhas.
1. Roberto II, nascido entre 1051 e 1054, e morto em 10 de fevereiro de 1134.[48] Duque da Normandia, casou-se com Síbila de Conversano, filha de Godofredo de Conversano.[146]
2. Ricardo, nascido depois de 1056 e morto por volta de 1075.[48]
3. Guilherme II nasceu entre 1056 e 1060, e morreu 2 de agosto de 1100.[48] Rei da Inglaterra, morto em New Forest.[147]
4. Henrique I nasceu no final de 1068, morreu em 1º de dezembro de 1135.[48] Rei da Inglaterra, casou com Edite da Escócia, filha de Malcolm III da Escócia. Sua segunda esposa foi Adeliza de Lovaina.[148]
5. Alice (ou Adeliza,[149] Adelaide[148]) morreu antes de 1113, alegadamente prometida a Haroldo II Godwinson, provavelmente tornou-se uma freira de Saint Léger em Préaux.[149]
6. Cecília nasceu antes de 1066, morta em 1127, abadessa da Abadia das Damas, Caen.[48]
7. Matilde[2][149] nascido por volta de 1061, e morreu, talvez, por volta de 1086.[148] Mencionada no Domesday Book como uma filha de Guilherme.[48]
8. Constança, duquesa da Bretanha, morta em 1090, casou-se com Alano IV, Luva de Ferro, Duque da Bretanha.[48]
9. Adela, morta em 1137, casou-se Estêvão II, Conde de Blois.[48]
10. (Possivelmente) Ágata (c. 1064 - 1079), prometida em casamento a Afonso VI de Leão e Castela.[nota 24]

Não há nenhuma evidência de qualquer filho ilegítimo do Conquistador.